# Kanadagans
Die Kanadagans (Branta canadensis) ist eine Vogelart aus der Familie der Entenvögel (Anatidae) und gilt als die weltweit am häufigsten vorkommende Gans. Ihr ursprüngliches Verbreitungsgebiet ist Nordamerika. Sie ist dort ein Charaktervogel des Tieflandes und brütet an Binnenseen der Prärie- und Ackerbaugebiete. Ihr in charakteristischer V-Formation erfolgender Zug in die Überwinterungsquartiere und die Rückkehr in die Brutreviere im Frühjahr sind in Nordamerika Symbole für den Wechsel der Jahreszeiten.
In Europa wurde die Kanadagans zum Teil gezielt angesiedelt. Ein großer Teil der heute vor allem in Großbritannien, Irland, Skandinavien und den Niederlanden existierenden Populationen ist auf Gefangenschaftsflüchtlinge zurückzuführen. Seit den 1970er Jahren ist sie auch in Deutschland als Brutvogel vertreten.
Die Kanadagans wird etwas größer als die Graugans und ist damit die größte Gänseart, die in Europa in freier Wildbahn zu beobachten ist.

## Erscheinungsbild

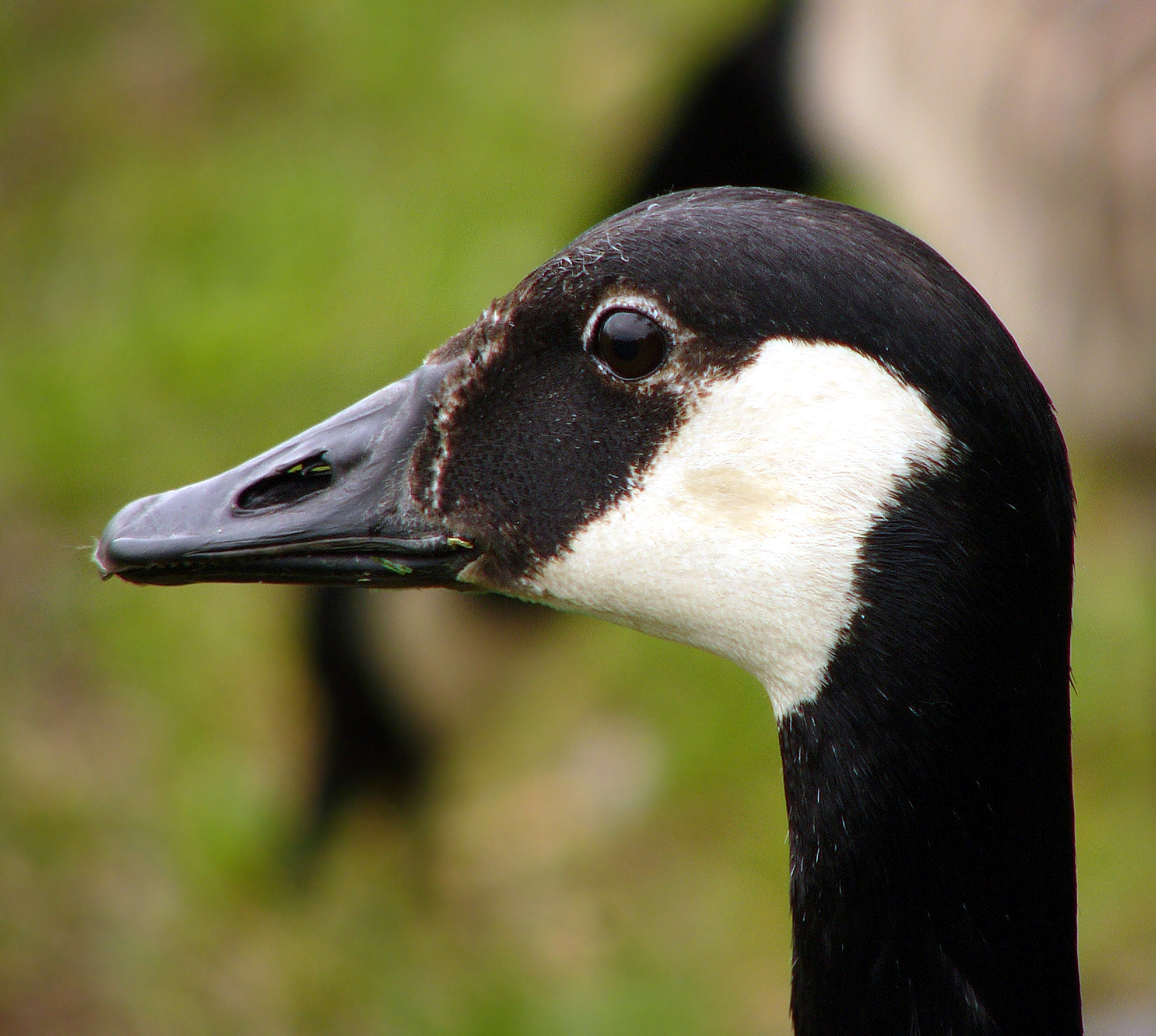
Das weiße Kinnband ist ein charakteristisches Merkmal der Kanadagans.

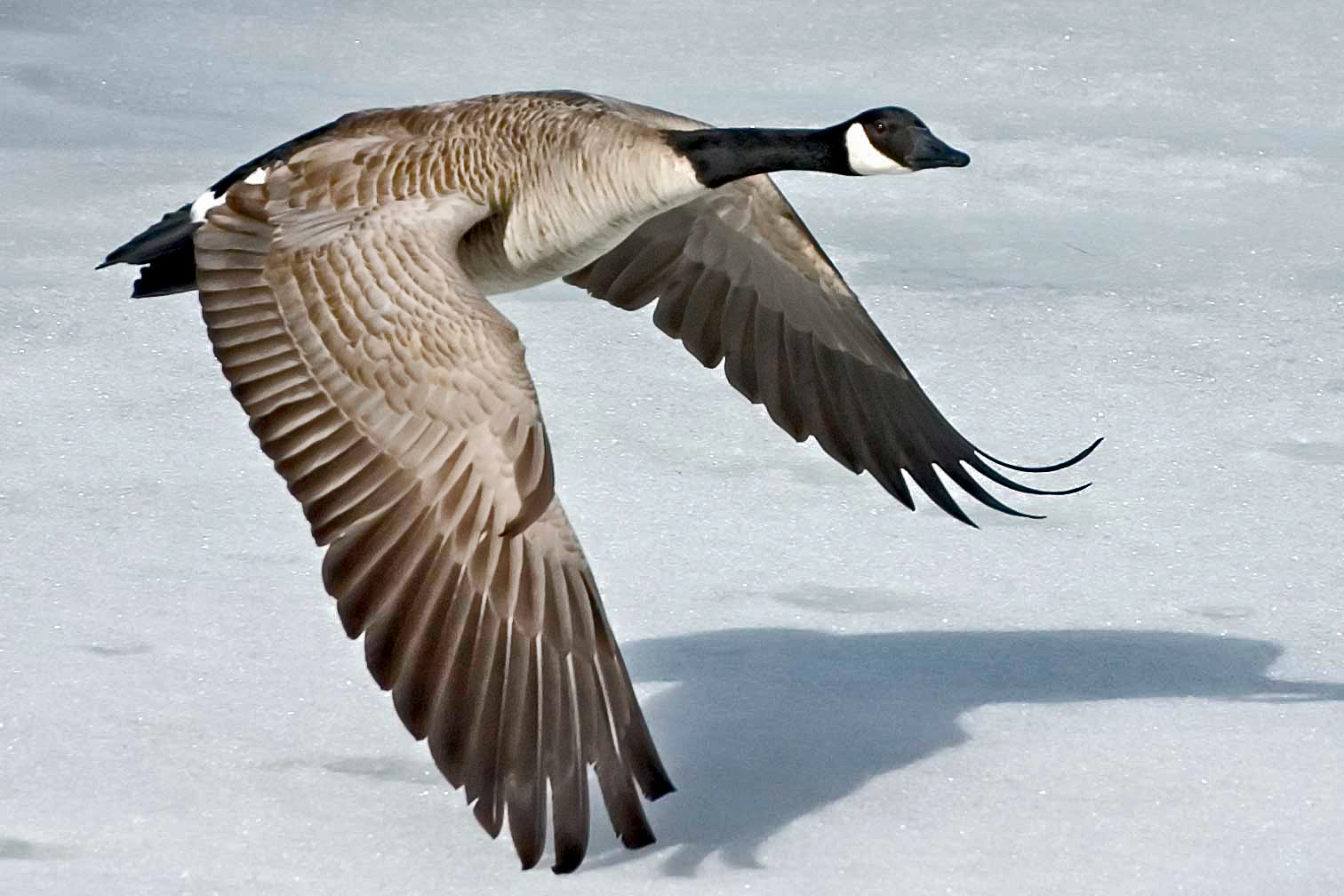
Flugbild

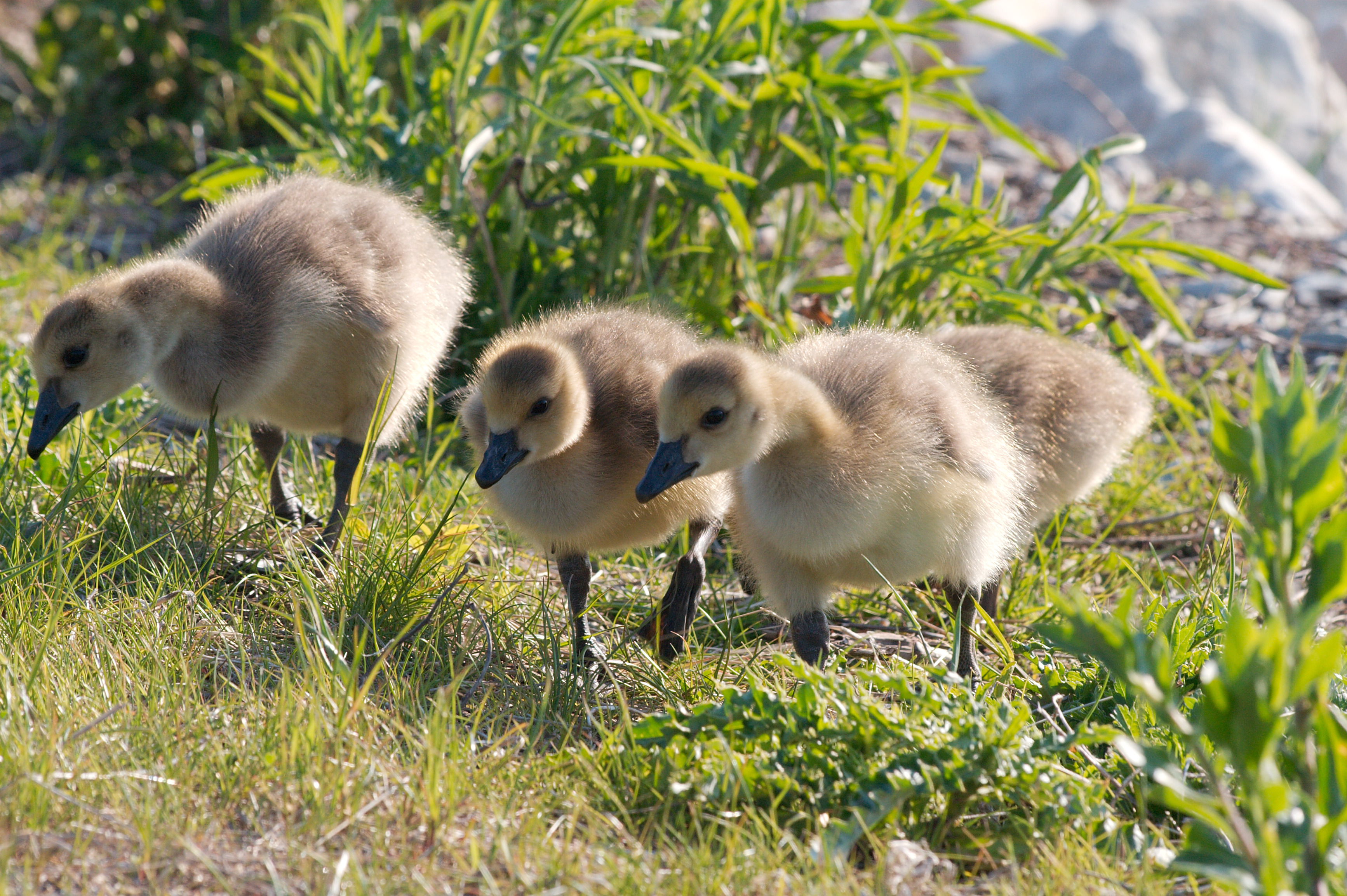
Küken

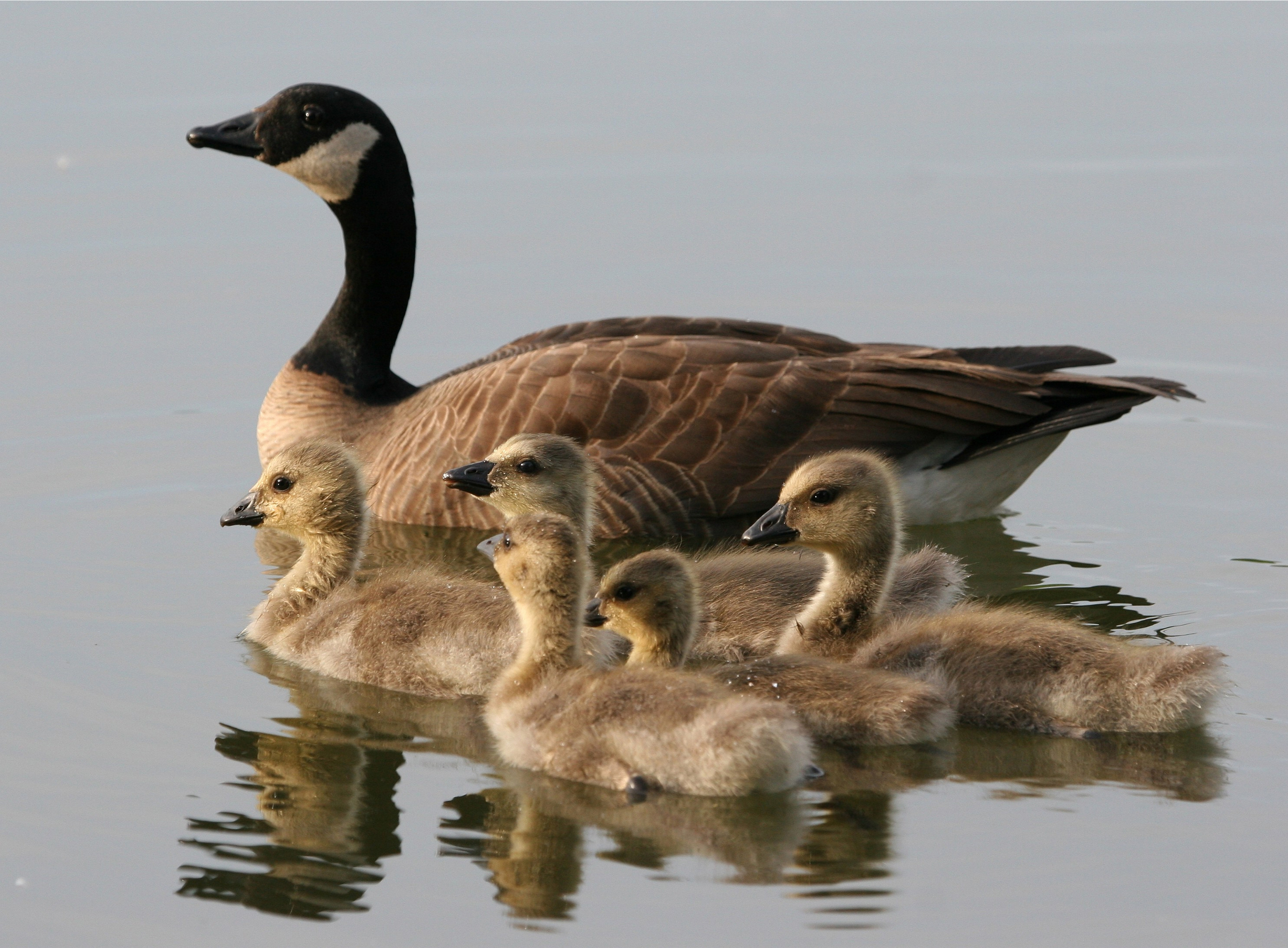
Kanadagans mit Küken

### Erscheinungsbild adulter Gänse
Charakteristische Merkmale der Kanadagans sind der schwarze Kopf und Hals und das ausgedehnte  weiße Kinnband, das sich von der Kehle bis hinter die Augen erstreckt. Die schwarze Halsbefiederung ist scharf gegen die graue Brust abgesetzt. Füße und Schnabel sind ebenfalls schwarz. Die Iris ist dunkelbraun. Weibchen und Männchen sind gleich gefärbt, bei einigen Unterarten sind die Ganter deutlich größer und langhalsiger als die Weibchen.
Die Färbung der Körperoberseite variiert je nach Unterart zwischen Grau- und Rotbraun. Die oberen Schwanzdecken sind bei den in Europa vorkommenden Gänsen ebenso wie der Bauch und die Brust grau bis fast weiß, die Körperoberseite graubraun. Bei einigen der in Nordamerika zu beobachtenden Unterarten ist auch die Körperunterseite bräunlich gefärbt und damit so dunkel wie die Flanken.
Die Körperlänge der Gans beträgt 90 bis 100 Zentimeter, die Flügelspannweite 160 bis 175 Zentimeter. Das Gewicht variiert erheblich. Männchen wiegen in der Regel zwischen 3,5 und 6,5 Kilogramm, während die Gewichtsspanne der Weibchen zwischen 3,0 und 5,5 Kilogramm liegt. Von der Unterart Branta canadensis maxima wird ein maximales Gewicht von 7,5 Kilogramm berichtet.

### Erscheinungsbild der Jungvögel
Das Daunenkleid der Küken hat einen gelblichen bis grüngelblichen Farbton, der je nach Unterart variiert. Bei allen Unterarten sind die Kopfplatte, die Augengegend und der Rücken olivgrün. Die Stirn, das Gesicht und der Hals sind grünlich-gelb. Bei frisch geschlüpften Dunenküken ist der Schnabel schwarzgrau mit einem hellen Nagel. Beine, Füße und Schwimmhäute sind dunkel olivgrau. Die Iris ist blass blaugrau. Bei flüggen Jungvögeln ist der Schnabel vollständig schwarz. Füße und Beine weisen die olivgraue Farbe auf, wie sie auch bei adulten Kanadagänsen charakteristisch ist. Die Schwimmhäute sind dunkler als die Füße und Beine.
Das Gefieder der Junggänse gleicht dem der adulten. Die Rücken- und Schulterfedern sind bei ihnen allerdings noch stärker gerundet und haben einen breiteren braunen Saum. Die Bauchseite ist verwaschen bräunlich grau.

### Flugbild
Im Flug sind der schwarze Kopf und Hals sowie der weiße Kehlfleck deutlich erkennbar. Einige Unterarten haben außerdem auffällig weiß abgesetzte Ober- und Unterschwanzdecken, die im Flug ebenfalls leicht zu erkennen sind. Auf Grund der Größe und der hellen Vorderbrust sind Kanadagänse auch im Flug leicht von Weißwangen- und Ringelgänsen zu unterscheiden.
Besonders häufig sind fliegende Kanadagänse in den Morgen- und Abendstunden zu beobachten. Die Gänse halten sich nachts auf Gewässern auf, verlassen diese morgens, um zu ihren Nahrungsgründen zu fliegen, und kehren abends wieder zu den Gewässern zurück. Bei diesen Flügen werden in der Regel nur sehr kurze Distanzen zurückgelegt. Untersuchungen in Großbritannien haben gezeigt, dass Kanadagänse dabei selten mehr als fünf Kilometer zurücklegen.

## Stimme
Kanadagänse sind vor allem während des Fluges sehr ruffreudig. Der Ruf ist tief, nasal und trompetend. Er erinnert an ein ah-honk oder a-rong, wobei die Betonung auf der zweiten Silbe liegt und die Tonhöhe auf dieser Silbe leicht ansteigt. Kanadagänse können sich auch am Ruf individuell erkennen. Auf großen Rastplätzen ist während des Zuges häufig während der ganzen Nacht ein reges Rufen zu hören, das dem Wiederfinden von Familienmitgliedern dient. Erregte Tiere rufen quiik wok oder zeigen ein anhaltendes, schrilles Triumphgeschrei, bei dem sich die Rufe der Geschlechter unterscheiden. Die Männchen rufen rak-ruk-ruk…, während die Weibchen rak-rak-rak rufen.
Der in der Literatur ebenfalls beschriebene Ruf jilk jilk a-lick ist charakteristisch für die Unterarten, die seit 2004 der Zwergkanadagans zugerechnet werden.

## Ursprüngliches Verbreitungsgebiet und dort vorkommende Unterarten

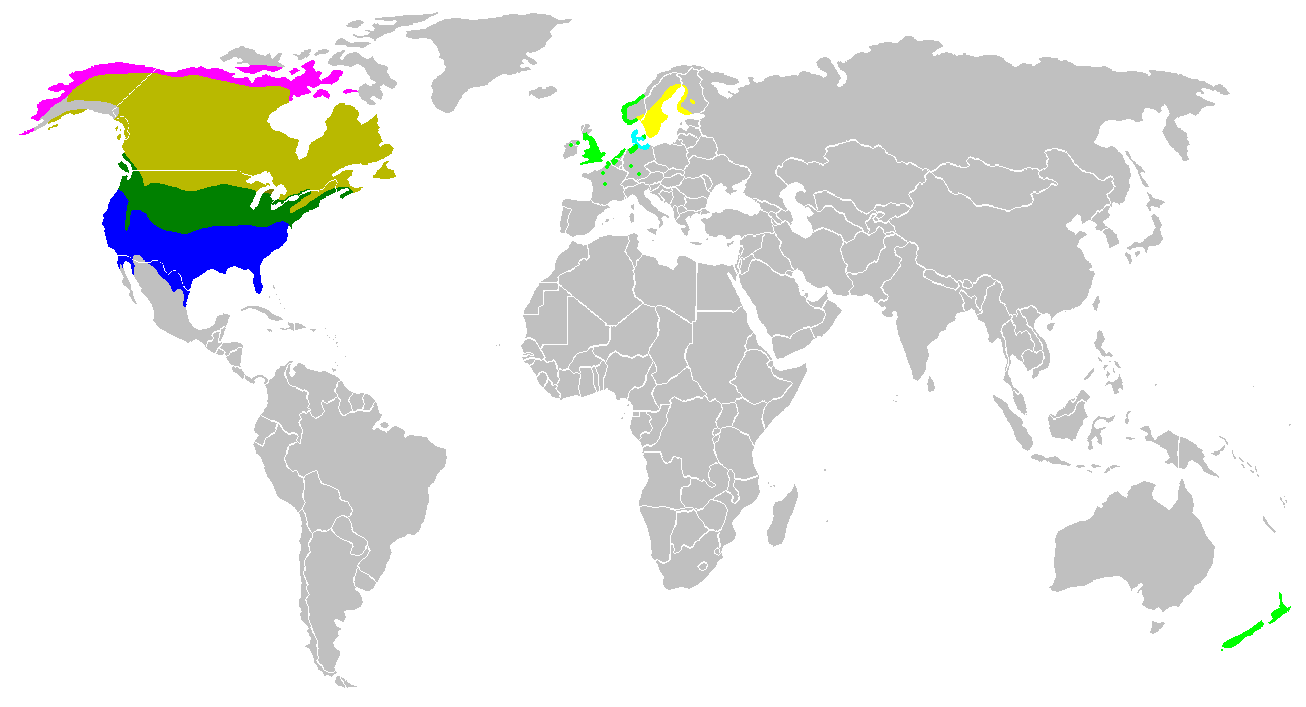
Verbreitung im Sommer, im Winter und ganzjährig

Innerhalb ihres großen natürlichen Verbreitungsgebietes in Nordamerika wird eine Reihe von Unterarten unterschieden. Die Unterarten durchmischen sich in ihrem Verbreitungsgebiet weiträumig, so dass die Unterscheidung zwischen den einzelnen Unterarten nicht einfach ist und je nach Autor erheblich schwanken kann. Seitdem die Zwergkanadagans (Branta hutchinsii) als eigenständige Art eingeordnet wird, ist die Einteilung in sieben Unterarten die allgemein übliche. Grundsätzlich gilt, dass die Unterarten eine dunklere Körperfärbung aufweisen, je weiter westlich in Nordamerika ihr Verbreitungsgebiet liegt. Die Körpergröße der jeweiligen Unterarten steigt dagegen in südlicher Verbreitungsrichtung an.
- Branta canadensis canadensis ist die Nominatform, die im Deutschen auch als Atlantische Kanadagans bezeichnet wird. Charakteristisch für die Nominatform sind die hellen Federsäume, die eine schwache, auf den Schultern aber deutlich sichtbare Bänderung ergeben. Das hellgraue Brustgefieder wird in Richtung Hals immer heller und ist am Halsanfang fast weiß. Zu den Flanken hin wird die Färbung dagegen zunehmend gelblich braun. Rücken, Bürzel und Schwanz sind schwarz, während die Oberschwanzdecke und die Afterregion weiß sind. Diese Unterart der Kanadagans brütet auf Anticosti, Nova Scotia, Neufundland und auf Labrador nördlich des Sankt-Lorenz-Golfs bis zur Baumgrenze bei Webbs Bay an der Labradorküste. In westlicher Richtung erstreckt sich ihr Brutgebiet bis nach Ungava an der Hudsonstraße. Hier grenzt ihr Verbreitungsgebiet an das von Branta canadensis interior an. Diese Unterart überwintert in der Nähe von Port Joli und Port L’Hebert auf Novia Scotia und entlang der Atlantikküste vom südöstlichen Massachusetts bis nach North Carolina. Die Anzahl der überwinternden Vögel wurde zu Beginn der 1990er Jahre auf etwa 27.000 geschätzt.[8]
- Todds Kanadagans (Branta canadensis interior) ist im Vergleich zur Nominatform etwas dunkler. Bei ihr sind unter anderem die hellen Federsäume auf der Körperoberseite schmäler. Das Brustgefieder dieser Unterart hellt sich von einem mittleren Grau in Richtung Hals nur bis zu einem Taubengrau auf. Ihr Brutgebiet liegt in dem weiträumigen Tiefland rund um die Hudson Bay, das sich von Manitoba im Osten über Ontario bis nach Québec erstreckt. Sie brütet auch auf den Inseln der Hudson und James Bay. Besonders Akimiski Island und die Belcher Islands sind für ihre Bestände an Todds Kanadagänsen bekannt. Das Überwinterungsgebiet dieser Unterart erstreckt sich vom Südosten South Dakotas über Missouri bis an die Golfküste Louisianas und North Carolinas. Zahlenmäßig stellt diese Unterart den größten Teil der Kanadagans-Population – Anfang der 1990er Jahre wurde der Bestand auf 1,25 Mill. Individuen geschätzt.
- Moffitts Kanadagans (Branta canadensis moffitti) gehört zu den großen Unterarten. Verglichen mit der Nominatform ist bei ihr der gesamte Rumpf heller gefärbt. Ihr Körper wirkt insgesamt etwas untersetzter. Sie weist außerdem verglichen mit den anderen Unterarten einen verhältnismäßig kurzen Schnabel und kurze Beine auf. Ihr Brutgebiet erstreckt sich von British Columbia, Washington und Oregon, dem Nordosten Kaliforniens, dem Norden von Nevada und Utah bis nach Montana und Wyoming. Die Überwinterungsgebiete liegen in Nevada, im mittleren und südlichen Kalifornien bis in die nördliche Region des Golfs von Kalifornien.
- Die Kleine Kanadagans (Branta canadensis parvipes) ist mittelgroß und zeichnet sich durch einen hellen Rumpf aus. In Körperfärbung und -bau gleicht sie weitgehend Moffitts Kanadagans, ist aber deutlich kleiner. Als 2004 eine Reihe von Unterarten der neuen Art der Zwergkanadagans zugeordnet wurde, wurden diese Unterarten aufgeteilt und ein Teil der Kanadagans und der andere der Zwergkanadagans zugeordnet. Ihre wissenschaftlichen Bezeichnungen sind dementsprechend „Branta canadensis parvipes“ und „Branta hutchinsii parvipes“. Die in der älteren Literatur zu findenden Angaben zu Körpergröße und Gewicht sind daher nicht mehr zuverlässig. Die Kleine Kanadagans gehört zu den am weitesten nördlich brütenden Unterarten, die von der Hudson Bay bis nach Westkanada vorkommt. Die Überwinterungsgebiete liegen vor allem in Zentralkalifornien. Einzelne Individualpopulationen ziehen bis nach Texas und Mexiko.

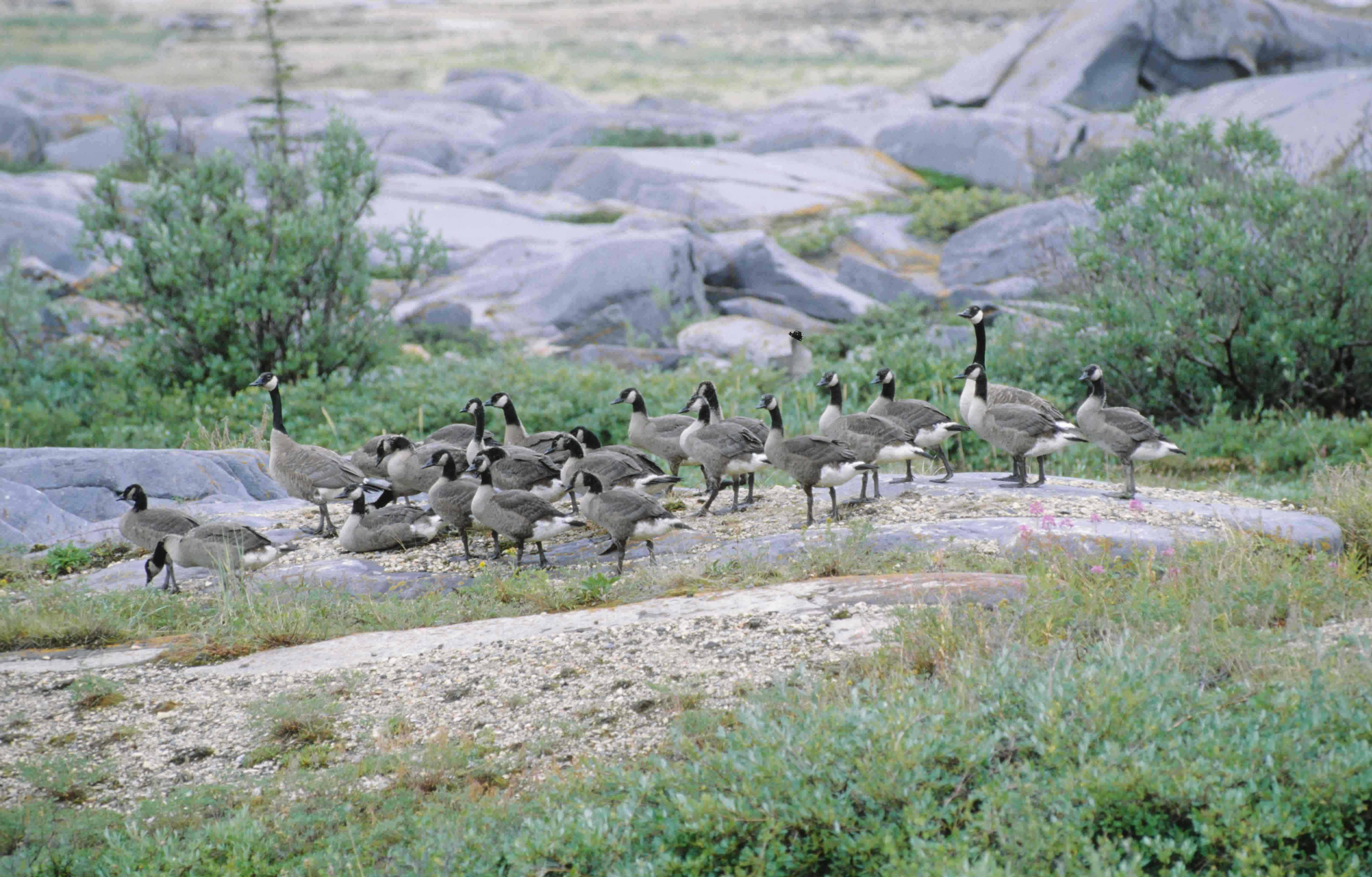
Kanadagänse nahe Churchill, Manitoba, Kanada

- Die Dunkle Kanadagans (Branta canadensis occidentalis) ist am gesamten Rumpf dunkel. Sie hat verglichen mit den anderen Unterarten einen schlanken Körper und einen dünneren Hals. Sie brütet an der Küste Südalaskas und überwintert in der Region von Vancouver und Oregon.
- Die Vancouver Kanadagans (Branta canadensis fulva) brütet ebenfalls an der Nordwestküste Nordamerikas.
- Die Riesenkanadagans (Branta canadensis maxima) ist die größte der Unterarten. Ihr Körpergefieder ist verglichen mit der Nominatform heller. Der Hals ist im Verhältnis zum Rumpf sehr lang. Bei einigen Subpopulationen dieser Unterart ließ sich außerdem feststellen, dass bei den Männchen der Hals im Verhältnis zur Körperlänge um 7 % länger ist als bei den Weibchen. Generell lässt sich bei dieser Unterart ein signifikanter Größenunterschied zwischen den Geschlechtern feststellen. Viele Individuen haben außerdem auf der Stirnseite des Kopfes helle Federn. Bei einigen Exemplaren ist diese weiße Stirnpartie sehr ausgeprägt. Der Ornithologe Hanson, der sich sehr intensiv mit dieser Unterart beschäftigt hat, weist außerdem darauf hin, dass sich diese Unterart auch in Verhalten und Stimme unterscheidet. Die Vögel rufen während des Fluges nur selten; ihr Ruf ist dunkler als der der anderen Unterarten. Bei kurzen Flügen fliegen sie außerdem in niedrigerer Höhe als andere Arten und ihr Flügelschlag ist flacher. Als Brutrevier nutzt die Riesenkanadagans fast die gesamte nordamerikanische Prärie. Gesichert ist, dass sich ihr Verbreitungsgebiet von South und North Dakota, Minnesota bis Kansas, Kentucky, Tennessee und Arkansas erstreckte. Nach den Untersuchungen von Hanson kam die Riesenkanadagans vor den Bestandsrückgängen durch die intensive Bejagung auch in Teilen Colorados, Wyomings und Montanas vor. Sie besiedelte auch Wisconsin, Illinois, Indiana und Michigan sowie in Kanada Alberta und Saskatchewan sowie die Randbereiche im Südwesten von Ontario. Aufgrund des großen Verbreitungsgebietes nutzt die Riesenkanadagans sehr unterschiedliche Überwinterungsreviere. Die Populationen in der Mitte und im Süden des Verbreitungsgebietes sind teilweise Standvögel. Sie migrieren nur dann nach Süden, wenn aufgrund kalten Wetters in dieser Region die Seen zufrieren. Überwinterungsquartiere finden sich unter anderem in Kalifornien, an der Golfküste von Texas, Louisiana, New Mexico und Kansas. Belegt ist auch ein Mauserzug sexuell noch nicht reifer Jungvögel und unverpaarter Gänse in nördlicher Richtung. Diese Vögel halten sich während der Mauser im Tiefland westlich der Hudson Bay auf.

In der Literatur finden sich gelegentlich auch Hinweise, dass kleine Populationen der Kanadagänse sich auch auf Kamtschatka, in Japan und dem östlichen China befinden. Dabei handelt es sich allerdings um Unterarten der Zwergkanadagans (Branta hutchinsii). Auch der Hinweis, dass Ringfunde belegen, dass Kanadagänse gelegentlich auf Irrflügen Europa erreichen, bezieht sich auf diese Art.

## Lebensraum
Kanadagänse benötigen Reviere, zu denen Gewässer von mittlerer bis großer Größe gehören. Diese haben eine Gewässertiefe von mindestens einem Meter und weisen idealerweise auch Inseln auf. Voraussetzung für die Etablierung eines Brutreviers ist ein unmittelbar an das Gewässer angrenzendes Gebiet, auf dem die Gänse weiden können, sowie ein weitgehend ungestörtes Areal, auf dem die Nester gebaut werden können. Kanadagänse legen ihre Nester auf festem Grund an und bevorzugen Stellen, von denen aus der brütende Vogel das angrenzende Gebiet gut beobachten kann. In Nordamerika findet man deshalb häufig Nester auf den Bauten von Bisamratten.
Reviere, die diese Voraussetzungen bieten, sind in Europa vor allem Parks, parkähnliche Gelände oder Weidegebiete, die an Seen angrenzen. Die Art hat sich dabei stärker als in Nordamerika einem Leben in einer landwirtschaftlich stark genutzten Landschaft angepasst. In Nordamerika ist die Gans an den Flüssen und Seen bewaldeter und offener Landschaften zu finden.
Die Anforderungen an das Überwinterungsrevier sind weniger spezifisch. Die Gänse halten sich in dieser Zeit sowohl an der Küste als auch im Binnenland auf Stoppelfeldern und Grasland auf.

## Fortpflanzung
Abgesehen von der Paarungs- und Brutzeit leben Kanadagänse in großen Schwärmen. Kanadagänse gehen normalerweise langjährige Paarbindungen ein. Die Verpaarung erfolgt in der Regel bereits im zweiten Lebensjahr, obwohl die Gänse erst im dritten Lebensjahr erfolgreich brüten.

### Balz- und Paarungsverhalten
Das Paarungsverhalten der Kanadagänse unterscheidet sich nicht wesentlich von dem anderer Gänsearten. Das Männchen leitet das Balzverhalten ein, indem es auf das ausgewählte Weibchen mit stark nach unten gebogenem Hals zuschwimmt. Bei diesem Imponierverhalten berührt die Schnabelspitze die Brust des Ganters. Auch wenn das Weibchen Paarungsversuche des Ganters zu diesem Zeitpunkt noch zurückweist, beginnt das Männchen bereits in diesem Stadium das Weibchen gegen andere Ganter zu verteidigen. Nach erfolgreichem Vertreiben eines anderen männlichen Konkurrenten zeigt das Männchen ein Triumphverhalten, bei dem es seitlich neben dem Weibchen schwimmt. Teil des Triumphverhaltens ist ein lautes Rufen, in welches das Weibchen einstimmt, wenn es an dem Männchen interessiert ist. Das gemeinsame Triumphieren spielt im Paarbindungsverhalten von vielen Gansarten eine so wesentliche Rolle, dass das Männchen auch imaginäre Kontrahenten vertreibt, um das gemeinsame Triumphieren einzuleiten. Erst nachdem ein gemeinsames Triumphieren erfolgte, „grüßt“ eine Gans den Ganter: Schwimmt der Ganter in Imponierhaltung auf die Gans zu, reagiert sie darauf ebenfalls mit einer stark gebogenen Halshaltung. Dabei liegt der Schnabel gleichfalls auf der Brust auf; unterbrochen wird diese Haltung durch ein gelegentliches Eintauchen des Kopfes ins Wasser. Erst danach kommt es zu Paarungsversuchen, die sowohl durch das Männchen als auch das Weibchen eingeleitet werden können. Wie die meisten anderen Gänsevögel paaren sich Kanadagänse in der Regel auf dem Wasser. Der Paarung voraus geht ein schnelles Eintauchen des Kopfes in das Wasser, das von beiden Geschlechtern gezeigt wird. Dieses Eintauchen intensiviert sich in einem Zeitraum von 30 Sekunden bis zwei Minuten. Der Ganter schwimmt dabei immer näher an die Gans heran und verbeißt sich normalerweise ins Nackengefieder der Gans, wenn er sie besteigt. Unter dem Gewicht des Ganters taucht die Gans dabei fast unter. Während der Paarung spreizt die Gans ihre Schwanzfedern nach oben und bewegt ihren hinteren Körperteil hin und her, um eine Berührung der beiden Kloaken zu ermöglichen. Nach erfolgter Kopulation streckt der Ganter Hals und Kopf und stößt einen kurzen Ruf aus. Dabei breitet er seine Flügel kurz aus.

### Brut und Jungvögel

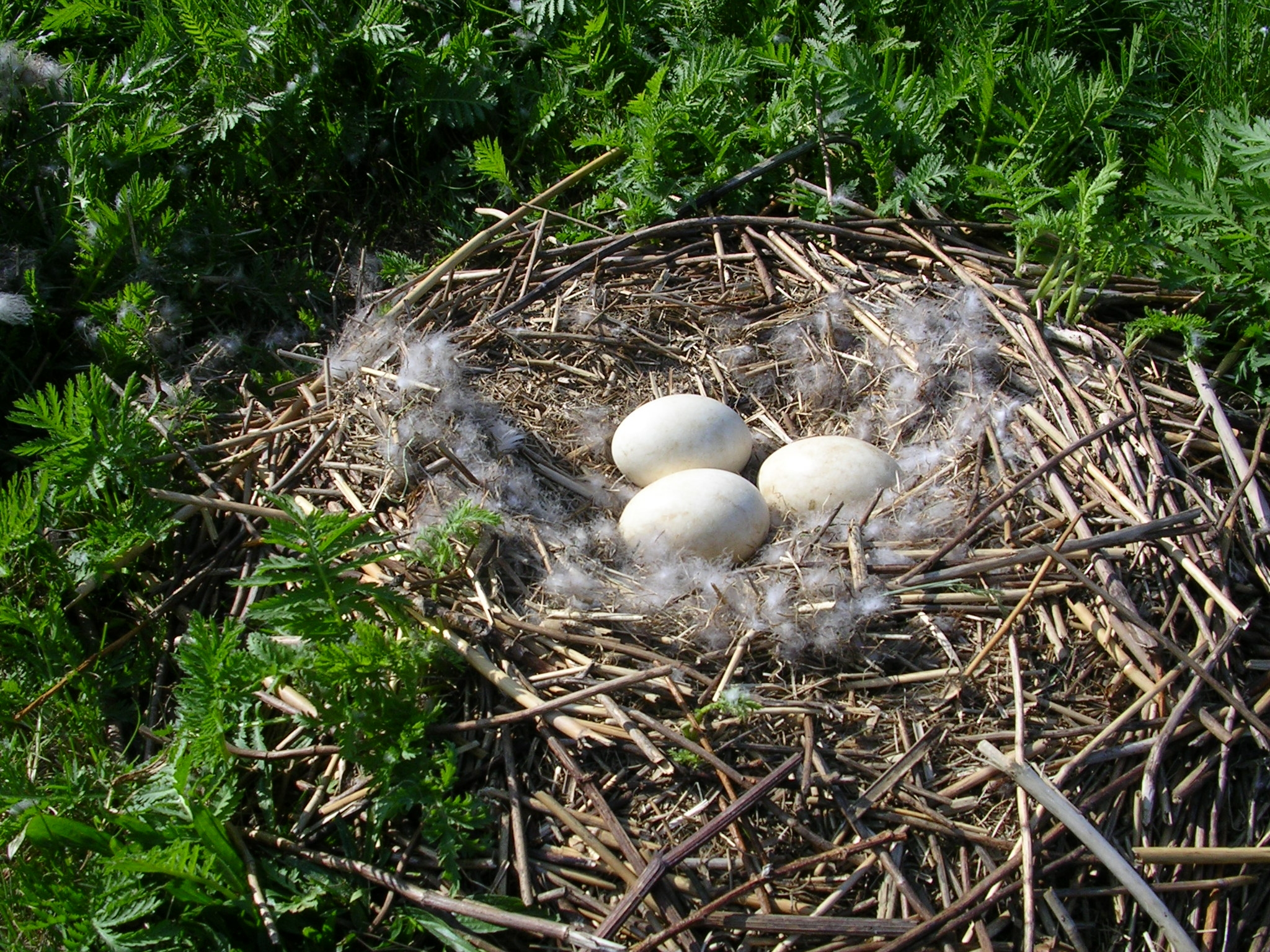
Gelege der Kanadagans

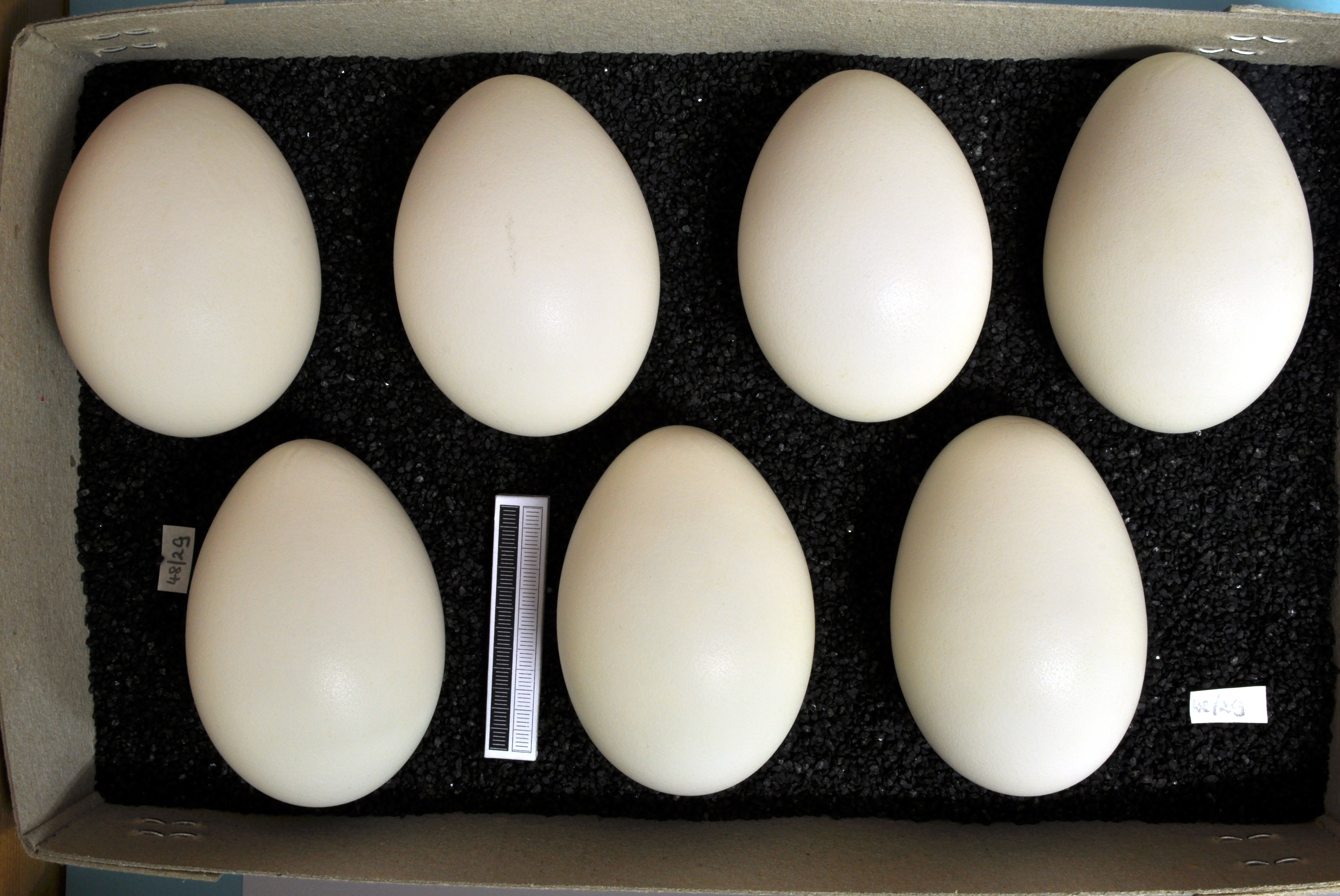
Gelege, Sammlung Museum Wiesbaden

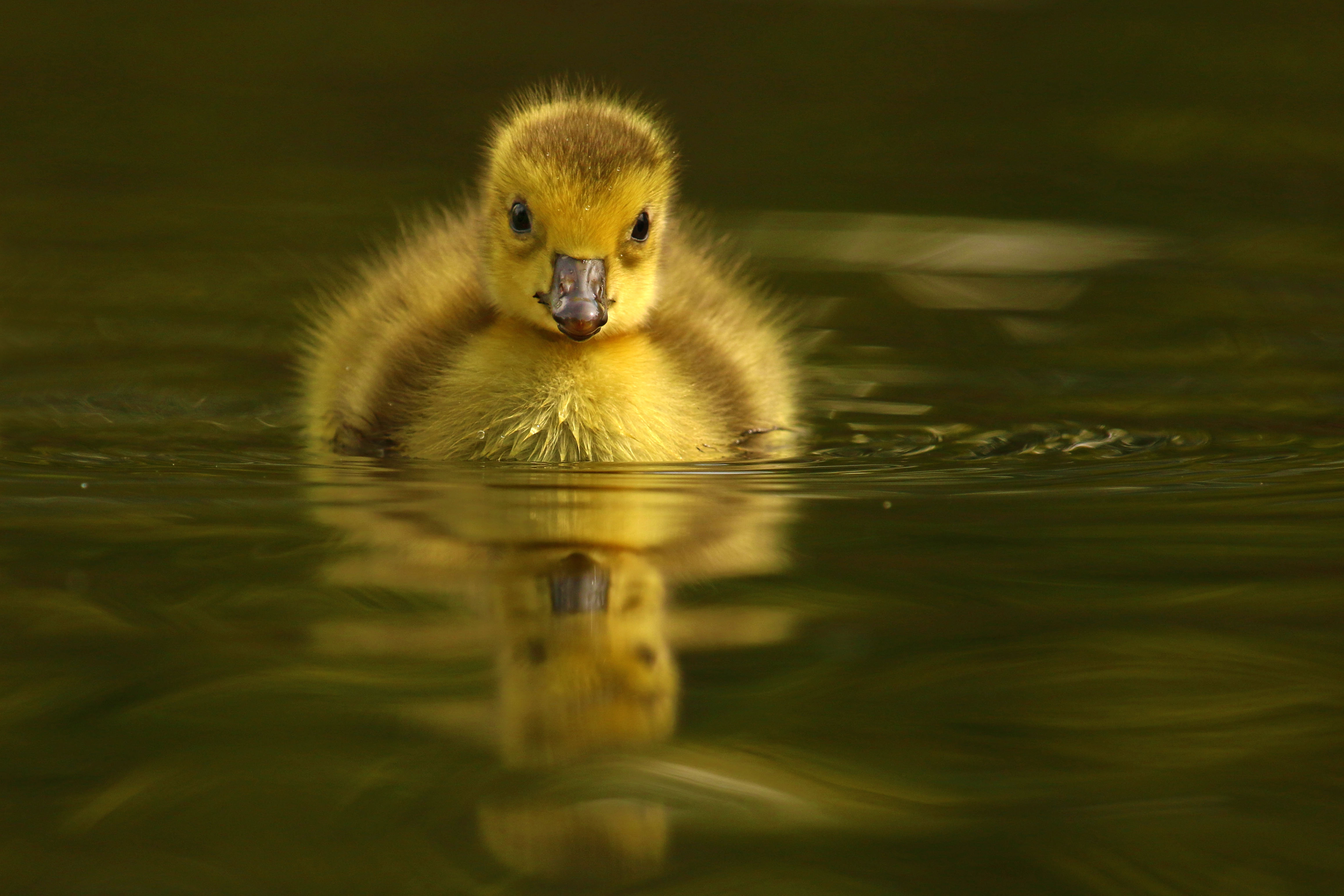
Kanadagansküken

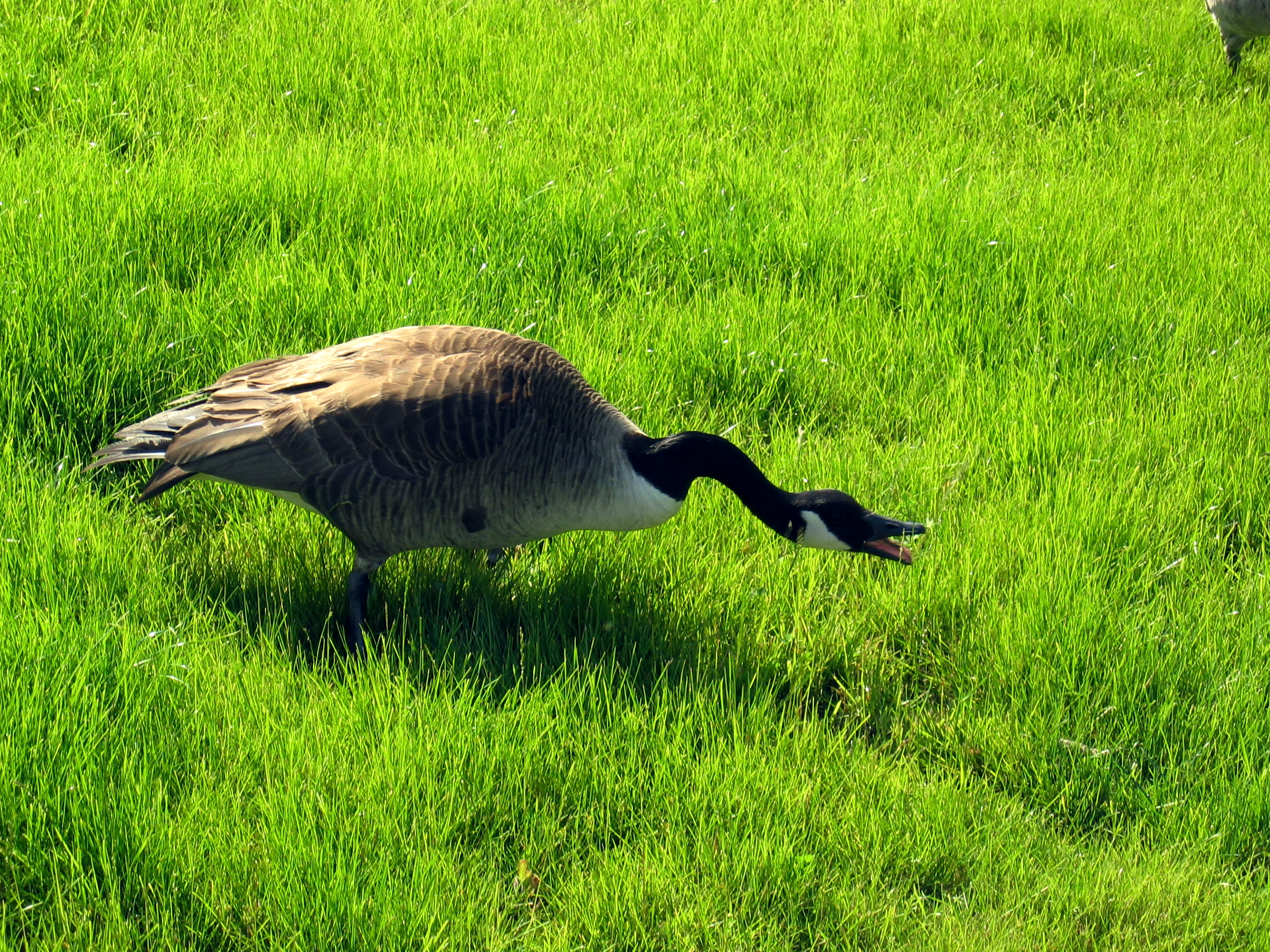
Drohende Kanadagans – besonders ihr Gelege und die Gössel werden aggressiv gegen Störer verteidigt.

Das Weibchen bestimmt die Stelle, an der das Nest errichtet wird. Es handelt sich dabei häufig um nicht mehr als eine flache Erdmulde, die mit wenigen Pflanzenteilen gegen die Umgebung abgegrenzt wird. Sie wird jedoch überreichlich mit Daunen ausgestattet.
Für die Kanadagans ist experimentell eine große Standorttreue nachgewiesen. Migrierende Gänse kehren in die Gebiete zurück, in denen sie selber flügge geworden sind.
Kanadagänse legen gewöhnlich zwischen fünf und sechs cremeweiße Eier. Es wurden aber auch schon Gelege mit zwei oder elf Eiern beobachtet. Bei den großen Unterarten messen die Eier 87 × 58 Millimeter; bei den kleineren Unterarten 72 × 48 Millimeter. Es brütet allein das Weibchen. Das Männchen hält sich jedoch in der Nähe des Nestes auf.
Die Brutzeit ist Anfang April, gelegentlich Ende März.
Nach durchschnittlich 28 Tagen schlüpfen die jungen Gänse. Das Durchschnittsgewicht frisch geschlüpfter Gössel britischer Populationen beträgt etwa 115 Gramm. Nach etwa 60 bis 70 Tagen erreichen die Gössel ihre Flugfähigkeit. Insbesondere der Ganter verteidigt sowohl die Gans als auch das Gelege, später die Gössel gegen Eindringlinge in das unmittelbare Brutrevier ausgesprochen aggressiv. Bei Kanadagänsen ist dabei die innerartliche Aggression stärker ausgeprägt als gegenüber anderen Störern. So greifen Ganter eine sich dem Nest nähernde andere Kanadagans bereits dann an, wenn sie die 30-Meter-Distanz unterschreitet. Graugänse werden dagegen in größerer Nähe geduldet und erst angegriffen, wenn sie dem Nest näher als 15 Meter kommen.
Mit der Brutzeit fällt auch die Mauser der Elternvögel zusammen. Die Schwingenmauser der Elterntiere beginnt in der Regel, wenn die Gössel zwischen drei und fünf Tage alt sind. Wie eine Vielzahl der Arten der Gänsevögel sind auch Kanadagänse dann für einen vier- bis fünfwöchigen Zeitraum flugunfähig. Die Wiedererlangung ihrer Flugfähigkeit fällt zeitlich mit dem Zeitpunkt zusammen, zu dem auch ihr Nachwuchs flugfähig wird. Meist bleiben die Jungtiere bis zur nächsten Brut mit den Elterntieren zusammen und sind auch später oft bei diesen anzutreffen.

## Ernährung
Kanadagänse leben im Sommer überwiegend von Gräsern, Sumpf- und Wasserpflanzen. Ähnlich wie die Grau- und Ringelgans weiden sie häufig auch Unterwasserpflanzen ab. Der Körper liegt dabei in der Regel horizontal auf der Wasserfläche, während Kopf und Hals tief untergetaucht sind. Ihre Reichweite unter Wasser können Kanadagänse deutlich vergrößern, indem sie ihren Hinterkörper aus dem Wasser heben. Ihre Balance halten sie in diesem Kopfstand mit zum Teil sehr starken Paddelbewegungen der Füße. Sie erreichen dann auch noch Wasserpflanzen in einer Gewässertiefe von 75 Zentimetern.
Im Winter äsen sie meistens an Land. Sie bevorzugen dabei Landschaftsbestandteile mit kurzen Gräsern und Kräutern, die ihnen ein weites Sichtfeld geben. Ihr natürlicher Lebensraum ist deshalb auch von großen Pflanzenfressern – sogenannten Megaherbivoren – geprägt.

## Wanderungen
Die Kanadagans kommt fast im gesamten Nordamerika vor, die südlicheren Regionen nutzt sie dabei nur als Überwinterungsquartier. Die Wanderungsrouten der Kanadagans sind dabei nicht genetisch fixiert, sondern werden in den verschiedenen Teilpopulationen tradiert. Junge Gänse erlernen erst während des Zuges mit ihren Elternvögeln den Wanderweg und die Lage der Winterquartiere. Einige der südlicheren Teilpopulationen sind Standvögel oder Teilzieher; die nördlicheren dagegen ausgesprochene Zugvögel. Die nördlicheren Populationen „überrollen“ teilweise während des Zuges die in der Nähe der Brutreviere verbleibenden südlichen Populationen und halten sich während des Winterhalbjahres deutlich weiter südlich auf als diese.

## Lebenserwartung und Fressfeinde
Der bisherige Rekordhalter unter den Kanadagänsen erreichte ein Lebensalter von 33 Jahren. Es handelte sich dabei um eine in Gefangenschaft gehaltene Gans. In freier Wildbahn sterben Kanadagänse in der Regel deutlich früher. Über ihr maximales Lebensalter liegen nur wenige Daten vor. Kanadagänse, die in freier Wildbahn älter als zwölf Jahre werden, dürften jedoch die Ausnahme darstellen. Nach amerikanischen Untersuchungen liegt die jährliche Mortalitätsrate bei ausgewachsenen, standorttreuen Kanadagänsen bei etwa 10 %. Bei den Gänsen, die sich im Sommer dagegen auf den Mauserzug begeben und nach Norden migrieren, liegt die Mortalitätsrate bei 23 %. Die Zusammensetzung dieser beiden Gruppen ist jedoch nicht identisch – auf den Zug nach Norden begeben sich junge, nicht erfahrene Gänse sowie solche, die nicht zum Brüten kamen. Bei letzteren kann eine durch Krankheit und Alter geschwächte Verfassung die Ursache für den ausbleibenden Bruterfolg sein, der auf dem Zug in die Mausergebiete auch zu einer höheren Sterblichkeit führt.
Ausgewachsene, gesunde Kanadagänse werden nur sehr selten durch Fressfeinde geschlagen. Kanadagänse sind wachsame und wehrhafte Vögel, die sich normalerweise jeder Annäherung von potentiellen Fressfeinden durch Flucht entziehen. Es sind daher eher geschwächte, kranke Gänse, die vorwiegend in der Nacht von Raubsäugern wie Rotfuchs, Wolf oder Kojote geschlagen werden. Tagsüber fallen solche Gänse auch großen Greifvögeln wie etwa dem Weißkopfseeadler zum Opfer. Der Virginia-Uhu erbeutet vor allem junge Kanadagänse. Ausgewachsene Gänse vermag er in der Regel nicht zu schlagen. Einfluss auf die Populationsgröße haben eher Klimabedingungen, die das Nahrungsangebot negativ beeinflussen. Nach harten Wintern sind die Gänse häufig in so schlechter körperlicher Verfassung, dass dies ihren Bruterfolg erheblich mindert. Mangelndes Nahrungsangebot in den Gebieten, in denen die Vögel sich zum Mausern einfinden, kann im Extremfall zum Hungertod der Vögel führen oder ihre Fitness so negativ beeinflussen, dass sie den Winter nicht überstehen. Ihre fehlende Flugfähigkeit in dieser Zeit bedingt, dass sie nicht in der Lage sind, bessere Nahrungsgründe aufzusuchen. Protozoen scheinen Kanadagänse besonders häufig zu befallen. Diese Blutparasiten können insbesondere bei Jungvögeln eine hohe Sterblichkeit verursachen.
Die jungen Gänse sind einem höheren Druck durch Fressfeinde ausgesetzt. Nach einzelnen Untersuchungen sterben 2,9 Prozent der Gössel in ihren ersten fünf Lebenswochen. Das ist im Vergleich zu Enten wie etwa der Stockente sehr niedrig und darauf zurückzuführen, dass Gans und Ganter die Gössel bewachen und verteidigen. Ein Gänsepaar kann gemeinsam den Angriff von Raubsäugern auf seine Brut in der Regel erfolgreich abwehren. Die Abwesenheit eines der Elternvögel erhöht jedoch die Erfolgschancen von Prädatoren deutlich. Ungünstige Wetterverhältnisse haben dagegen einen stärkeren Einfluss auf die Überlebenschance des Nachwuchses. Je höher die Niederschlagsmenge in den ersten Wochen nach dem Schlupf ist, desto weniger Junggänse überleben die ersten drei Monate.

## Die Einordnung der Zwergkanadagans als eigenständige Art

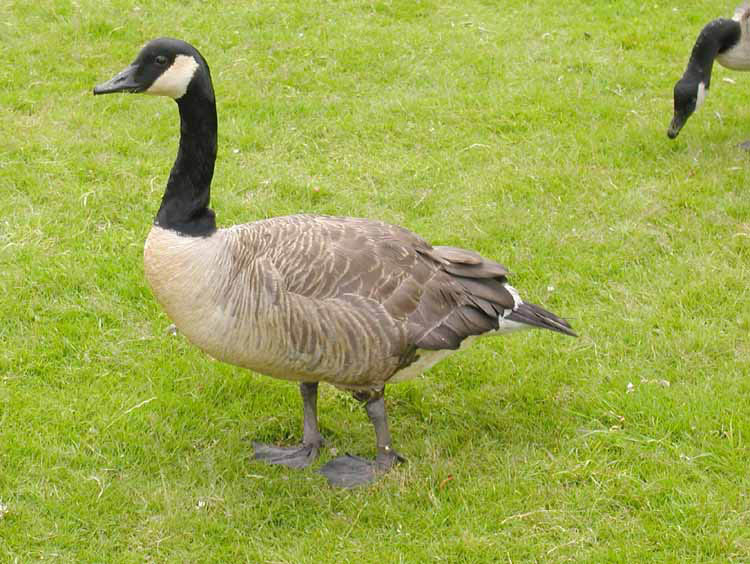
Kanadagans bei Brownsea Island, Poole Harbour, England Juli 2002

Im Juli 2004 entschied sich die American Ornithologist Union (AOU), eine Reihe von Unterarten der Kanadagans einer eigenständigen Art zuzuordnen. Die Neuordnung der Art wurde seit langem diskutiert. Einige Taxonomen hatten bereits in den 1970er und 1980er Jahren vorgeschlagen, die in Körpergröße und Gefiederfärbung so variable Art in bis zu vier neue Arten aufzuteilen. Die Unterschiede zwischen den in der Tundra brütenden kleinen Arten, die sich auch in der Stimme von den weiter südlich brütenden Unterarten unterschied, waren dabei besonders augenfällig. Als Gegenargument wurde jedoch immer wieder angeführt, dass ausgedehnte Areale bestehen, in denen Mischpopulationen unterschiedlicher Unterarten existieren. Genetische Untersuchungen haben den Unterschied zwischen den in der Tundra brütenden Arten und den weiter südlich vorkommenden bestätigt. Die nördlichen Unterarten sind mit den anderen Meergänsen – insbesondere mit der Ringelgans – näher verwandt als mit den südlichen Unterarten der Kanadagans. Die Zwergkanadagans (Branta hutchinsii) wird seitdem als selbständige Art neben der Kanadagans anerkannt. Die British Ornithologists Union folgte dieser Entscheidung im Juni 2005.
Seitdem werden folgende Unterarten nicht mehr der Art canadensis, sondern der Art hutchinsii zugerechnet:
- Branta hutchinsii hutchinsii
- Branta hutchinsii asiatica
- Branta hutchinsii leucopareia
- Branta hutchinsii minima
- Branta hutchinsii taverneri

## Mensch und Kanadagans

### Einbürgerung in Europa und Neuseeland
Kanadagänse sind mittlerweile sowohl in Europa als auch in Neuseeland als Brutvögel fest etabliert. Zu Problemen mit den Neozoen siehe Artikelabschnitt Konfliktpotentiale.
Die erfolgreiche Wiedereinbürgerung und Bestandserholung der Graugans fällt teilweise mit einem starken Populationsanstieg von Kanadagänsen zusammen. Dies war möglich, weil zwischen den Arten eine Reihe wichtiger Unterschiede in den Umweltansprüchen besteht. Auf Grund des langen Halses können Kanadagänse noch in Gewässertiefen gründeln, die der Graugans nicht zugänglich sind. Die Graugans bevorzugt außerdem für ihre Brutreviere Habitate mit etwas höherer Vegetation als die Kanadagans. Tendenziell ist die Kanadagans dabei die Art, die die Nähe des Menschen stärker toleriert und eher als die Graugans an Parkgewässern und Seen mit starker Freizeitnutzung durch den Menschen zu finden ist. In Regionen mit einer hohen Bestandsdichte an Gänsen ist die Nistplatzkonkurrenz zwischen den beiden Arten allerdings hoch. Dort kommt es auch zu Hybriden zwischen Graugans und Kanadagans. Die genetischen Unterschiede der zu unterschiedlichen Gattungen gehörenden Gänse sind allerdings so groß, dass diese Kreuzungen unfruchtbar sind.

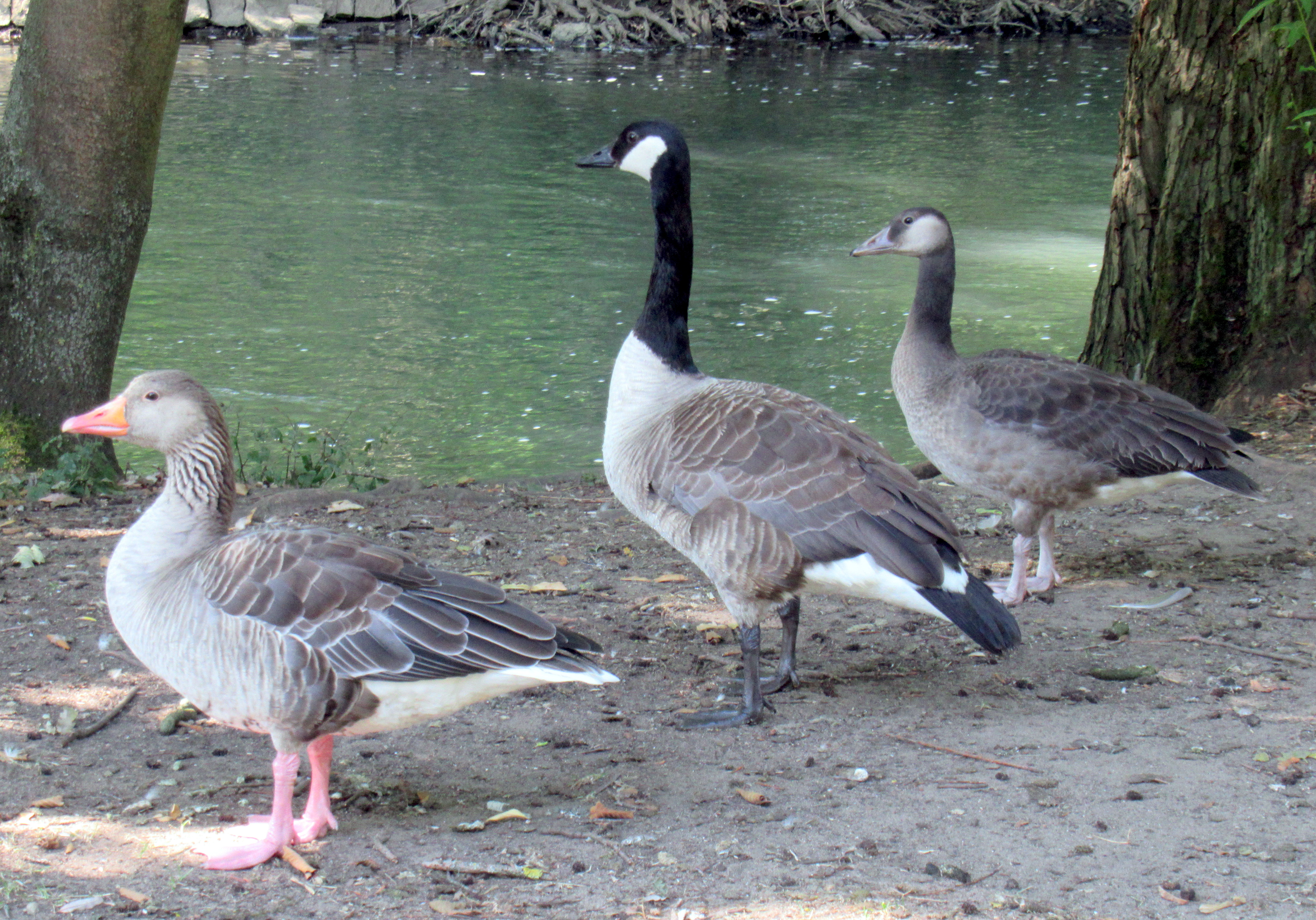
Graugans, Kanadagans, Hybridgans

Einer bestimmten Unterart lassen sich die in Europa und Neuseeland vorkommenden Gänse nicht zuordnen. Sie sind eine Mischung der Unterarten canadensis, interior, maxima und moffitti.

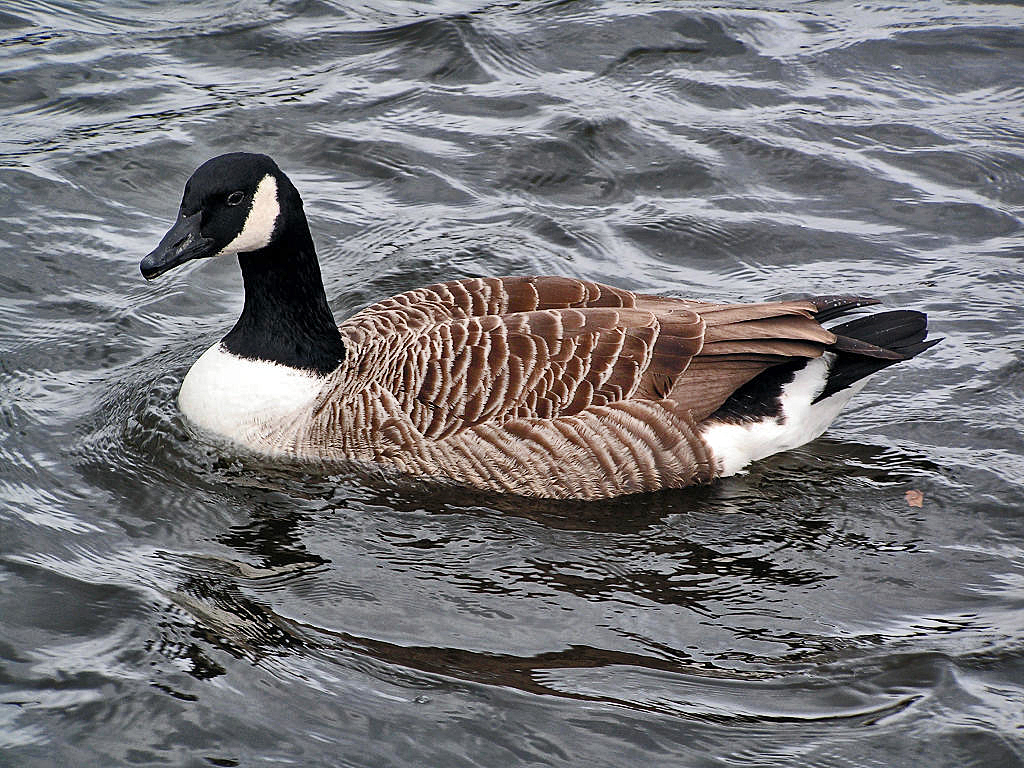
Kanadagans auf dem Serpentine in London

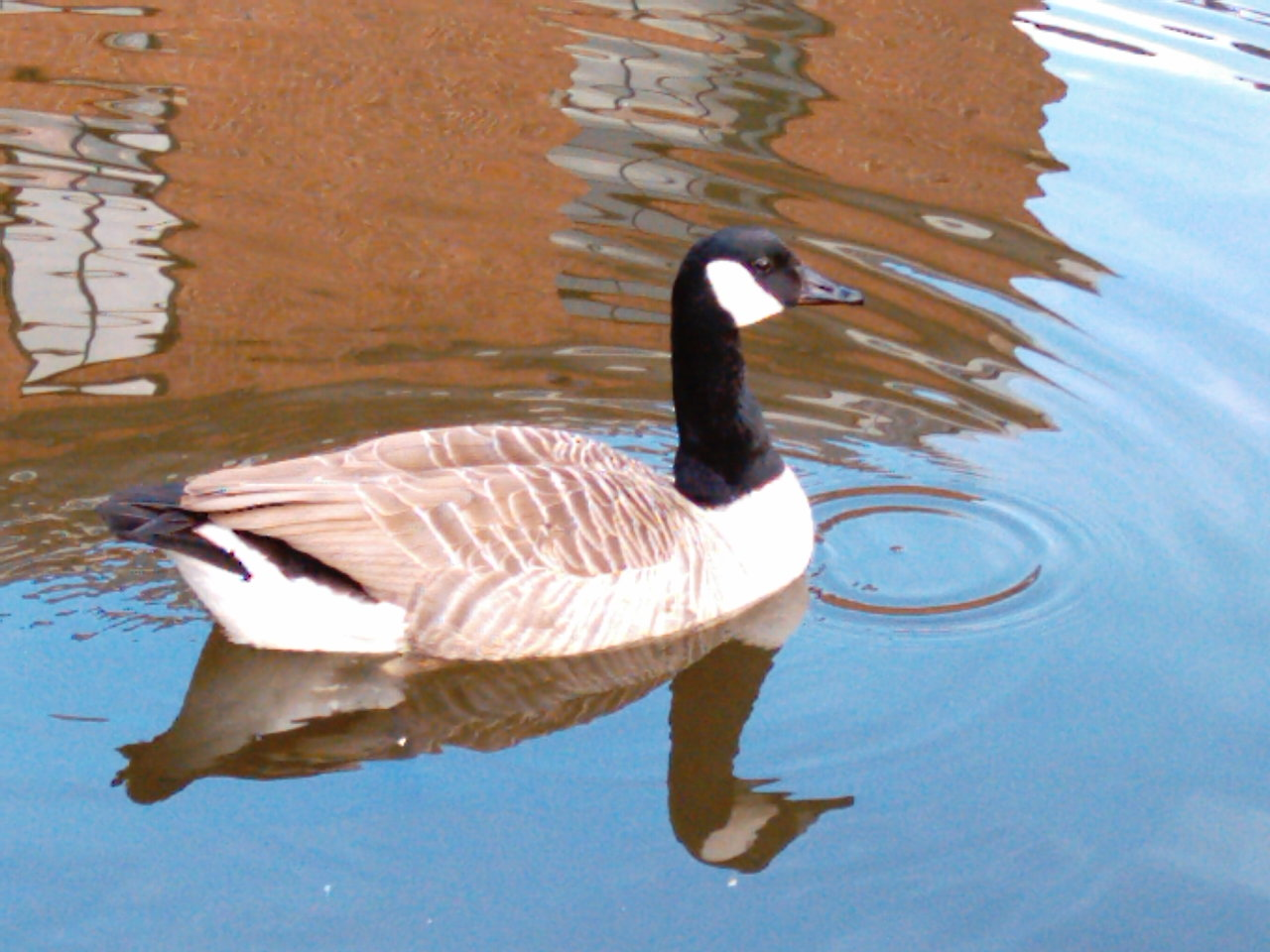
Exemplar in der Potato Wharf, Manchester

#### Großbritannien
Kanadagänse wurden bereits im 17. Jahrhundert nach England eingeführt. Um 1665 erwarben Agenten des Königs Charles für ihn die ersten Kanadagänse. Belegt ist, dass auch Charles’ Nachfolger James II. sie im Jahre 1678 im St. James Park als Teil seiner Wassergeflügelsammlung hielt. Populär wurde ihre Haltung jedoch erst etwa ein Jahrhundert später, als sich in der Gartenkunst der Wandel vom geometrisch angelegten Barockgarten zu dem weitläufigen, der Natur nachempfundenen Landschaftsgarten vollzog. Typisch für diese Grünanlagen rund um die englischen Landsitze waren große, aufgestaute Seen. 1762 legte beispielsweise der bekannte britische Landschaftsgärtner Capability Brown den großen, etwa eine Meile langen See von Holkham Hall an. Anschließend wurden Kanada- und Nilgänse auf diesem See ausgesetzt. Nicht allen Nachkömmlingen dieser Gänse wurden die Schwungfedern beschnitten; Teile dieser Populationen entkamen bereits zu diesem Zeitpunkt und besiedelten die Region rund um diesen in Norfolk gelegenen Landsitz. Ähnliches vollzog sich auf anderen Landsitzen – wo große Wasserflächen angelegt wurden, hielt man auch Schwäne, Gänse und Enten und unter den gehaltenen Arten befanden sich häufig die robusten und zahm werdenden Kanadagänse.
1953 wurde erstmals in Großbritannien eine Zählung frei lebender Kanadagänse vorgenommen. Die Zählung ergab lediglich eine Population von 2.200 bis 4.000 Gänsen. Die meisten von ihnen kamen in der Region rund um Holkham Hall vor; ihre Anzahl war dort bereits so hoch, dass die Landwirte dieser Region sich über Schäden durch die auf den Äckern weidenden Gänse beklagten. Um die Probleme durch den hohen Bestand an Gänsen zu verringern, wurden Teile der Population eingefangen und in geeigneten anderen Gebieten wieder ausgesetzt. Die Aktion war mit der Hoffnung verbunden, dass sich kleine Gruppen von Gänsen als weniger problematisch erweisen würden. Erwartet wurde auch, dass in Regionen wie dem Themsetal, den West Midlands und Yorkshire, wo im Herbst und Winter traditionell Enten und Gänse gejagt werden, die Bejagung die Anzahl der Gänse niedrig halten würde. Beide Erwartungen erfüllten sich jedoch nicht. Die in kleinen Gruppen aufgeteilten Gänse vermehrten sich stärker als zuvor. Eine Bejagung der Gänse erfolgte zwar und in den 1980er Jahren machten Kanadagänse etwa 15 % der in Großbritannien erlegten Gänse aus. Einen größeren Anteil an der Jagdstrecke britischer Jäger hatten lediglich Graugans und Kurzschnabelgans, die Bejagung blieb jedoch weitgehend ohne negative Wirkung auf den Populationsanstieg der Kanadagänse. 1976 betrug die britische Population fast 20.000 und 1985 bereits 39.000 Gänse. Bei den in Yorkshire vorkommenden Gänsen entwickelte sich außerdem auch ein Mauserzug-Verhalten – ähnlich wie man es in Nordamerika von der Riesen-Kanadagans kennt. Noch nicht geschlechtsreife Gänse sowie Gänse, deren Brutversuch frühzeitig scheiterte, migrieren nach Norden und halten sich im Sommer in der Nähe von Inverness auf, 500 Kilometer nördlich des Brutgebietes ihrer Teilpopulation.

#### Europäischer Kontinent

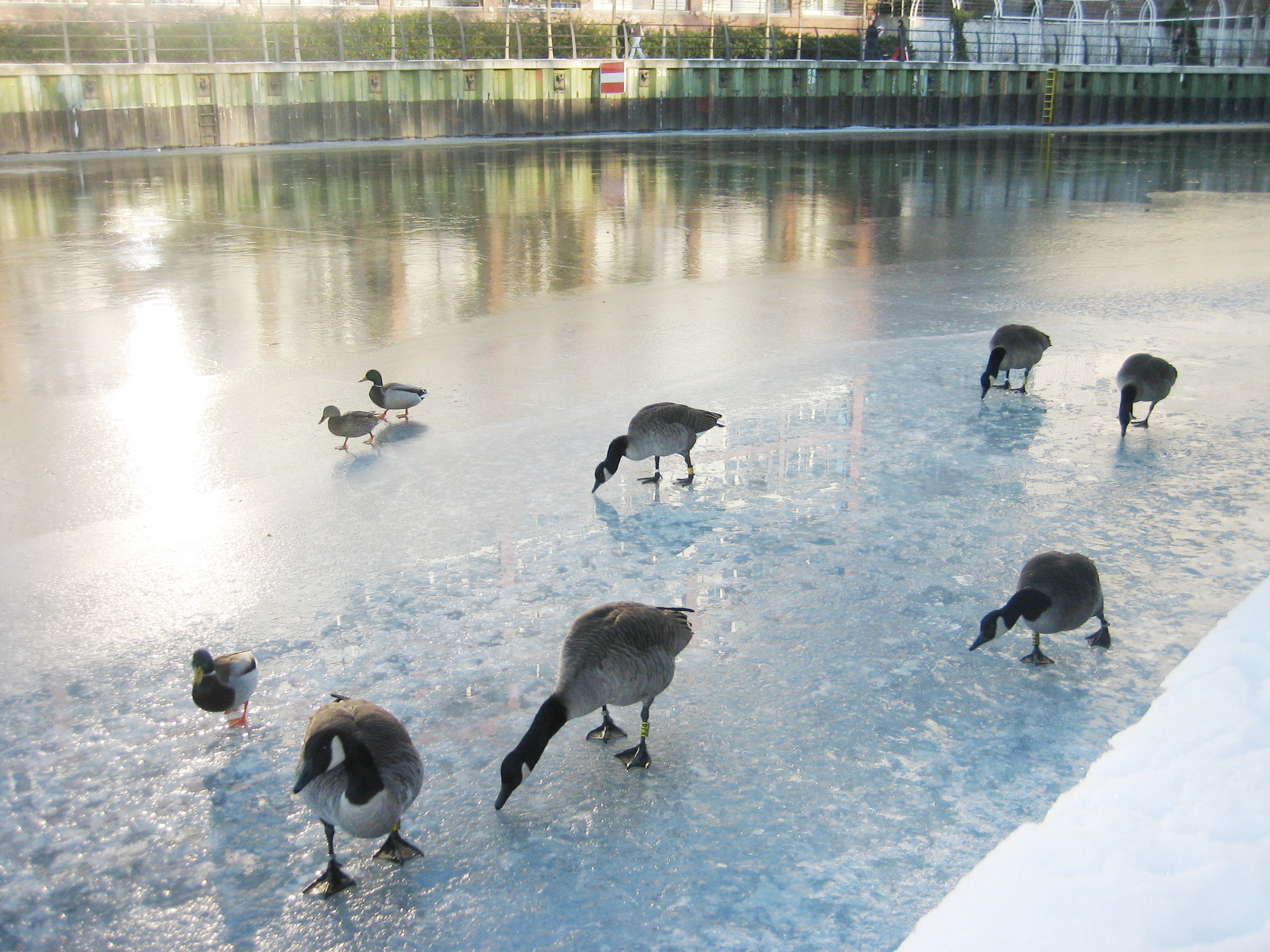
Ein Trupp Kanadagänse in Berlin

Für das Jahr 1875 sind Kanadagänse auch auf dem europäischen Festland als Ziergeflügel belegt. Die Motive für ihre Haltung waren ähnlich wie in Großbritannien – die großen Seen der neu angelegten Landschaftsparks verlangten nach einer „Belebung“ durch Wassergeflügel und neben den ästhetisch als besonders reizvoll empfundenen Schwänen wurden auch Gänse und Enten gehalten. Ähnlich wie in Großbritannien begann sich die Kanadagans erst um die Mitte des 20. Jahrhunderts in Europa weiträumig auszubreiten. Dazu trugen entflohene Gänse aus der Ziergeflügelhaltung ebenso bei wie gezielte Auswilderungen. Der Ornithologe Bengt Berg siedelte beispielsweise in den 1930er Jahren Kanadagänse im Kalmarsund im Südosten Schwedens an. Diese ausgewilderten Gänse gelten als die wichtigste Stammpopulation der heute in Skandinavien beheimateten Gänse. Der deutliche Anstieg der europäischen Population, der mit einer erheblichen Ausweitung des Brutareals einherging, begann in den 1960er Jahren. 1970 brüteten die ersten Gänse in Norwegen, wenig später auch in Finnland und Dänemark. In den 1980er Jahren lebten beispielsweise in Finnland bereits 3000 Kanadagänse, die im Winter nach Süden migrierten. Seit 1950 wurden Kanadagänse als Durchzügler und Wintergäste (Mitte Oktober bis Ende März) im Norden der BRD beobachtet. Anfang der 1990er Jahre hatten sich zwischen 400 und 600 Brutpaare auch in Deutschland etabliert. Für 2005 wurden 1500 Brutpaare und mehr als 6000 Individuen gemeldet. Für das Jahr 2010 wurden für Europa 60.000 Brutpaare und 350.000 Individuen angegeben.

#### Neuseeland
Anders als in Großbritannien und Kontinentaleuropa wurden Kanadagänse in Neuseeland nicht als Ziergeflügel, sondern als Jagdwild eingeführt. Auch hier waren es vor allem die Unterarten aus dem Osten Nordamerikas, die eingeführt wurden. Mittlerweile kommt die Kanadagans in ganz Neuseeland vor, wobei sie sich besonders stark im Süden Neuseelands ausbreiten konnte.
Erste Kanadagänse wurden bereits 1876 und 1879 in Neuseeland ausgewildert. Dieser Bestand konnte sich jedoch nicht etablieren. Der heutige Bestand auf Neuseeland wird weitgehend auf 50 Kanadagänse zurückgeführt, die 1905 auf der Südinsel ausgesetzt wurden. Weitere Auswilderungen erfolgten bis 1940. Bereits 1925 wurde diese Gans in den Regionen Otago und Canterbury in Neuseeland zum Jagdwild deklariert. Auch hier erwies sich die Jagd auf die Kanadagänse nicht als bestandslimitierender Faktor. Bereits in den 1950er Jahren begannen neuseeländische Landwirte über Weideschäden zu klagen, die diese Gänse verursachten. Der neuseeländische Wildlife Service schoss schon 1950 3.000 Gänse, um landwirtschaftliche Schäden einzudämmen, trotzdem betrug die Populationszahl Ende der 1980er Jahre 20.000 Individuen. Zu ihrem Ausbreitungserfolg trug dabei erheblich bei, dass die Lebensbedingungen in Neuseeland sich nur unwesentlich von denen in Nordamerika unterscheiden. Neuseeländische Landwirte haben außerdem aus der nördlichen Hemisphäre Grasarten importiert, die als Futterpflanze von den Kanadagänsen auch dort genutzt werden.
Kanadagänse sind in Neuseeland Teilzieher. Während einige Populationen in der Nähe ihrer Brutplätze überwintern, zieht die große Zahl an Kanadagänsen, die am Lake Ellesmere / Te Waihora brüten, ab Ende August in den Norden der Südinsel. Nicht brütende ausgewachsene Kanadagänse kehren bereits im frühen Dezember zum Lake Ellesmere / Te Waihora zurück, um dort zu mausern. Die an diesem See erfolgreich brütenden Kanadagänse sowie die Jungvögel kehren im Zeitraum März bis Mai zurück.

#### Gesamtbestand
Die IUCN beziffert den Gesamtbestand der Art auf 1 bis 10 Millionen Tiere und stuft die Art als ungefährdet ein. Durch die stabile Population wurde im November 2022 die Kanadagans auf der 19. CITES-Vertragsstaatenkonferenz von Anhang I auf Anhang II herabgestuft.

### Jagd
Über die Jagd auf Kanadagänse durch indigene nordamerikanische Völker vor Einführung des Gewehrs ist wenig bekannt. Für die Cree-Indianer in der Region der Hudson Bay war die Kanadagans zumindest noch in den 1950er Jahren wichtiger Bestandteil der Ernährung, wenn im Frühjahr andere Nahrungsmittel nicht zur Verfügung standen. Ob dies auch für die Zeit vor der Besiedlung durch europäische Siedler, der mit ihnen einhergehenden Veränderung des nordamerikanischen Biosystems und vor allem vor Einführung von Feuerwaffen gilt, ist zumindest nicht belegt. Wie alle Gänse sind jedoch Kanadagänse allein wegen der Menge an Fleisch, die sie repräsentieren, eine attraktive Jagdbeute. Die Jagd mit Pfeil und Bogen auf eine auffliegende Gans ist allerdings unökonomisch; der wahrscheinliche Verlust des aufwendig hergestellten Pfeils im Wasser überwiegt in der Regel den Gewinn einer nur potentiell möglichen Jagdbeute. Für den Menschen erreichbarer waren mausernde und damit flugunfähige Gänse. Die Eskimos im Norden Kanadas, Alaskas und im nordöstlichen Russland machten traditionell Jagd auf flugunfähige Gänse. Ihre Jagdtechniken werden heute noch verwendet, um Kanadagänse zu beringen. Das Verhalten der flugunfähigen Gänse ist so vorhersehbar, dass sie sich „treiben“ lassen. Eine Fanganlage aus Netzen wird an einer geeigneten Stelle errichtet und die Gänse werden von einer Gruppe von Personen zu Fuß oder in Booten in diese Fanganlage hineingetrieben.
Die Jagd auf Gänse mit dem Gewehr intensivierte sich ab dem späten 18. Jahrhundert und nahm weiter zu, als die Gewehre immer zuverlässiger und zielgenauer wurden. Hunderassen wie Labrador Retriever, Chesapeake Bay Retriever und Golden Retriever sind Hunderassen, die speziell für die Jagd auf Wassergeflügel gezüchtet wurden. In Nordamerika wurde die Jagd auf Kanadagänse zum Volkssport, bei dem die Jäger versuchten, sich gegenseitig mit dem Abschuss der jeweils schwersten Gans zu übertrumpfen. Der Ornithologe Harold C. Hanson, der in den 1960er Jahren die ausgestorben geglaubte Riesenkanadagans wiederentdeckte, hat versucht, ihr ursprüngliches Verbreitungsgebiet anhand von Jagdberichten über ungewöhnlich schwere Kanadagänse zu rekonstruieren. Inwieweit der Rückgang der Bestände dieser Unterart auf die Bejagung zurückzuführen ist, lässt sich nicht mehr feststellen. Großen Einfluss auf den Bestand hatte mit Sicherheit auch die Veränderung ihres Lebensraumes durch die zunehmende Besiedelung durch den Menschen.
In Europa zumindest ließen sich die Bestände der Kanadagänse nicht durch die Jagd regulieren. In Großbritannien ist ein Teil der Kanadaganspopulation nicht bejagbar, weil sie in zu großer Nähe zum Menschen siedeln. In anderen Regionen hat die Kanadagans sogar von der Jagd profitiert: In Neuseeland hat man sie gezielt eingeführt, weil man mit ihr ein attraktives Jagdwild ansiedeln wollte. In Schweden profitierte sie in ihrer Populationsentwicklung von dem gezielten Angebot von Nisthilfen durch Jäger. Heute ist sie nicht zuletzt deswegen die häufigste und am weitesten verbreitete Gans Schwedens.

### Konfliktpotentiale

#### Krankheitsübertragung
Anlässlich einer Anfrage im Landtag Baden-Württemberg wurde 2015 festgehalten, dass Kanadagänse (wie andere Arten Echter Gänse) als Krankheitsüberträger für zahlreiche Krankheitskeime bekannt sind. Insbesondere mit Salmonellen ist bei diesen Spezies zu rechnen. Gesetzliche Vorgaben zur Kontrolle sind nicht bekannt. Mit Ausbreitung dieser Art wird die Gefahr der Verschleppung von pathogenen Keimen verbunden. Die Art wird potentiell als Vektor für Krankheiten wie Geflügelpest, Botulismus, Salmonellen, Cerkarien und pathogene Protozoen, Übertragung über Verunreinigung durch Kot, Verkotung von Liegewiesen, Spielplätzen und Wasser an Badegewässern angesehen und vielfach als Plage eingestuft. Auf diesem Hintergrund wurden mehrfach Diskussionen zu Badeverboten bekannt. Obwohl das Potenzial bekannt und Infektionen mit Salmonellen in Einzelfällen nachgewiesen sind, schätzen die meisten Fachleute das tatsächliche Risiko aber nach allen bisherigen Erfahrungen als eher gering ein.

#### Landwirtschaft
Die meisten der Wildgansarten können auf Weideflächen und Getreideäckern beträchtliche Schäden anrichten. Landwirte werden heute in vielen Regionen dafür entschädigt. Dies ist aber nicht überall der Fall. So zahlt zum Beispiel der Freistaat Sachsen keine Entschädigungen für Ertragsausfälle, die auf Gänse oder Schwäne zurückgehen. Bei der Festsetzung der Schadenshöhe müssen außerdem so unterschiedliche Faktoren wie die Dauer der Beweidung, der Zeitpunkt, die betroffene Feldfrucht, Witterungsbedingungen und Bodenzustand berücksichtigt werden. Auf landwirtschaftlichen Flächen äsende Gänse richten nicht zwangsläufig Schäden an – Untersuchungen haben gezeigt, dass der Ertrag eines Ackers nach erfolgter Gänsebeweidung bis zu 10 Prozent ansteigen kann, wenn der Boden trocken oder gefroren ist und die Getreidepflanzen bereits das vierte oder fünfte Blatt getrieben haben. Die Beweidung führt dann zu einer besseren Bestockung der Pflanzen und damit höheren Ernteerträgen. Sie wirkt sich auf die Erträge des Ackers negativ aus, je feuchter der Boden und je jünger die gekeimte Saat zum Zeitpunkt der Beweidung war. Auf sehr nassen und weichen Böden können auch weit entwickelte Getreidepflanzen, die unter anderen Bedingungen von der Beweidung durch Gänse profitieren würden, durch die zupfende Äsbewegung der Gänse herausgezogen werden. Noch schädigender ist unter diesen Bodenbedingungen die Verdichtung des Bodens durch den Gänsetritt. An Stellen, an denen viele Gänse passieren, kann sich der Boden so weit verdichten, dass Getreidepflanzen wegen mangelnder Bodenbelüftung absterben. Auf Weiden ist der Schaden durch Kanadagänse schwieriger zu messen. Als Daumenregel gilt jedoch, dass fünf Kanadagänse etwa den Nahrungsbedarf eines Schafes haben.

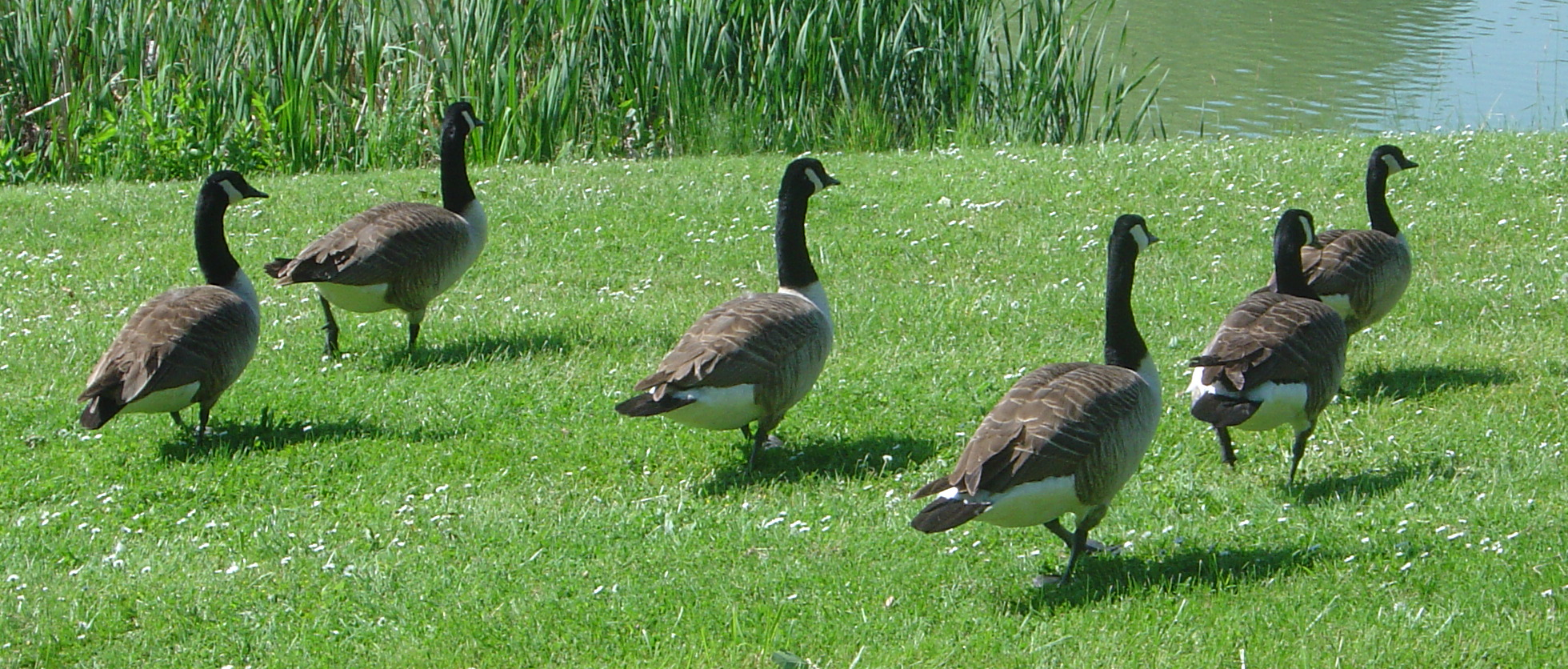
Kanadagänse fühlen sich in Parks oder parkähnlichem Gelände wohl und pflanzen sich dort erfolgreich fort, wenn sie für ihre Gelege ausreichend geschützte Plätze finden.

Die stellenweise ganzjährige Anwesenheit und hohe Siedlungsdichte der Kanadagans schafft generell ein höheres Schadenspotential als bei Wildgansarten, die sich nur zu bestimmten Zeitpunkten ihres Zuges auf landwirtschaftlich genutzten Flächen einfinden – Landwirte haben weniger Möglichkeiten, etwaige Schäden durch eine andere Fruchtfolge oder Änderung der Bestellzeiten zu begrenzen. Kanadagänse finden sich beispielsweise in fast erntereifen Getreidefeldern ein, um die Ähren leer zu fressen. Auch die Kolben von durch Wind oder Regen niedergedrückten Maispflanzen werden gelegentlich von ihnen abgeerntet. Wie andere Gänse sind Kanadagänse in der Lage, neue Nahrungsquellen schnell zu erschließen, und schädigen neben Weide- und Getreideflächen auch Tomatenplantagen, Kohl-, Zucker- oder Mohrrübenfelder. Dort wo sich Kanadagänse ganzjährig aufhalten, sind abwehrende Maßnahmen wie Vogelscheuchen oder im Wind flatternde Plastikbänder oder Aluminiumstreifen außerdem schwieriger zu etablieren. Gänse erkennen in verhältnismäßig kurzer Zeit, wenn von ihnen keine reale Gefahr ausgeht. Bei britischen Versuchen mit einer menschenähnlichen Vogelscheuche, die batteriebetrieben in unregelmäßigen Abständen Arme und Kopf bewegte, hatten Gänse innerhalb von 14 Tagen sie als so harmlos eingestuft, dass sie in ihrer unmittelbaren Nähe weideten.
Zur Vermeidung landwirtschaftlicher Schäden wurde die Bejagung von Kanadagänsen seit 2007 kontinuierlich erhöht.

#### Ökosysteme
Kanadagänse besiedeln auch Parks und parkähnliche Gelände. Die großen Fäkalienmengen, die sie dabei hinterlassen, verschmutzen Wege und Rasenflächen und eutrophieren die Gewässer. Die während der Brutzeit deutlich aggressiveren Gänse können auch zu einer Einschränkung der Nutzung durch den Menschen führen. Durch die hohe Aggressivität können andere Wasservögel von ihrem Brutplatz vertrieben werden bzw. eine Ansiedlung verhindert werden. Es kann zur unerwünschten Hybridisierung mit der Graugans kommen. Mit einheimischen Gänsearten und der Pfeifente besteht eine Nahrungskonkurrenz. Röhrichtbestände können so abgefressen werden, dass sie als Lebensraum, hier Brutplatz, für Röhrichtvögel ungeeignet sind. Es wird für Deutschland eine Beseitigung (Fang und Abschuss) lokaler Bestände gefordert, damit sich keine größeren Populationen aufbauen. Wegen des Aufwandes erscheint eine europaweite Bekämpfung nicht durchführbar.

#### Luftverkehr
Aufgrund ihres hohen Gewichts stellen Kanadagänse eine Gefahr für den Luftverkehr dar. So musste ein Airbus A320 im Hudson River notwassern, nachdem kurz nach dem Start mehrere Kanadagänse in seine Mantelstromtriebwerke geraten und diese dadurch ausgefallen waren (siehe US-Airways-Flug 1549).

### Mit dem Ultraleichtflugzeug nach Süden: antrainiertes Zugverhalten

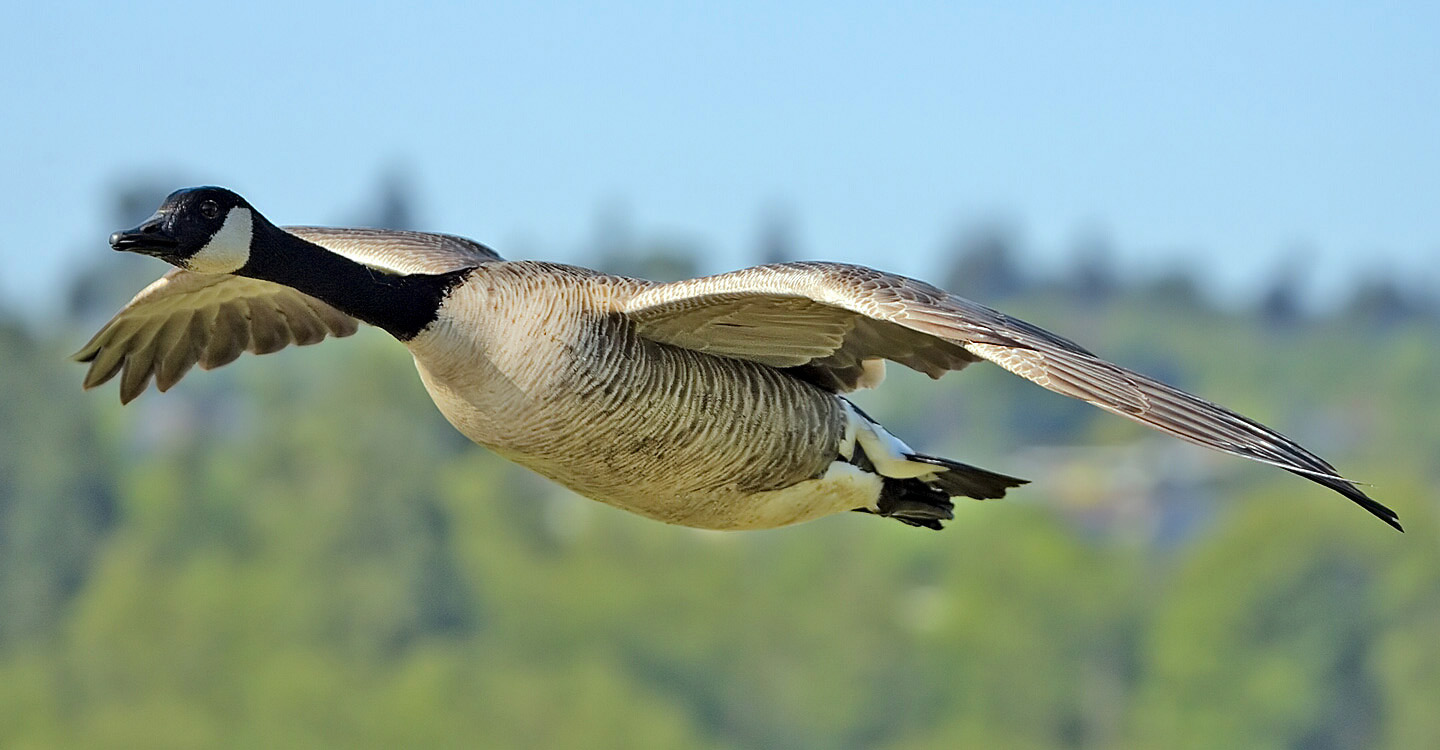
Fliegende Kanadagans

Dem Bildhauer William Lishman gelang es im Herbst 1993, eine kleine Schar von Kanadagänsen, die von Menschen aufgezogen worden waren, mit einem Ultraleichtflugzeug von Ontario in Überwinterungsgebiete nach Virginia zu führen. Fast alle dieser Gänse kehrten im Frühjahr 1994 selbständig auf die Farm zurück, auf der man sie aufgezogen hatte. Das Experiment wiederholte er 1994 mit einer noch größeren Gruppe von Gänsen, für die man als Überwinterungsquartier ein Wildschutzgebiet in dem weiter südlich gelegenen South Carolina wählte. Auch dieses zweite Experiment, das von Biologen und Naturschützern wissenschaftlich begleitet wurde, war erfolgreich. Mit dieser Pioniertat konnte er zeigen, dass es Möglichkeiten gibt, auch in künstlicher Umgebung aufgezogenen Zugvögeln ein natürliches Zugverhalten anzutrainieren. Dies ist für den Erhalt bedrohter Zugvogelarten wie Trompeterschwäne oder Schreikraniche von wesentlicher Bedeutung. Zur Gefährdung dieser Arten trägt bei, dass ihre Überwinterungsgebiete vernichtet wurden oder sie auf ihrem Zug Routen nutzen, auf denen sie in besonderer Weise gefährdet sind. Teilweise existiert von diesen Arten nur noch eine auf ein einziges Gebiet begrenzte Population. Erfahrungen mit endemischen Arten wie etwa dem Puerto-Rico-Waldsänger oder der Puerto-Rico-Amazone haben gezeigt, dass eine einzelne Naturkatastrophe oder Krankheitsausbruch sich auf die Individuenanzahl einer solchen Art drastisch auswirken und zum vollständigen Aussterben der Art führen kann. Um dieses Risiko zu verringern, kann es sinnvoll sein, geeignete Habitate mit Teilen der noch existierenden Population neu zu besiedeln. Im Idealfall bietet das neue Habitat so gute Bedingungen, dass auch die Reproduktionsrate einer Art deutlich ansteigt.
Während bei Standvögeln die Umsiedlung eine bereits seit mehreren Jahrzehnten mit Erfolg praktizierte Erhaltungsstrategie war, galt sie bei Zugvögeln mit erlernten Wanderrouten als wenig aussichtsreich. Bis zu Lishmans erfolgreichem Experiment mit Kanadagänsen schien es keine Möglichkeit zu geben, ihnen ein adäquates Zugverhalten anzutrainieren.
Lishmans Flug mit den Kanadagänsen war die Inspiration zu dem Film Amy und die Wildgänse, in dem die junge Titelheldin mit einem Ultraleichtflugzeug ihre handaufgezogenen Kanadagänse in ein geeignetes Überwinterungshabitat führt. Tierfilmer verwenden für ihre Aufnahmen mittlerweile ebenfalls Leichtflugzeuge, um Nahaufnahmen von fliegenden Vögeln zu machen. Filme wie Nomaden der Lüfte – Das Geheimnis der Zugvögel werden erst durch Aufnahmen möglich, die aus Leichtflugzeugen gemacht werden.